# Auroraceratops rugosus
Auroraceratops rugosus (gr. "cara con cuernos del amanecer rugoso") es la única especie conocida del género extinto Auroraceratops de dinosaurio ceratopsiano neoceratopsiano, que vivió a finales del período Cretácico, hace aproximadamente 125 millones de años, durante el Barremiense, en lo que es hoy Asia. Este hallazgo ha sorprendido a científicos porque Auroraceratops es el primer ceratopsiano relativamente grande hallado en Asia.

## Descripción
Este dinosaurio se caracteriza por una mezcla de características evolutivamente primitivas y avanzadas.
Auroraceratops fue un ceratópsido de tamaño moderado de unos 2 metros de largo. Era un bípedo que se caracterizaba por poseer rugosidades óseas en su cara y mandíbula. Se caracterizaba, además, por un hocico corto en diferencia de ceratópsidos. Aunque la mayoría de los otros neoceratopsianos son caracterizados por un hocico largo y estrecho, Auroraceratops lo tiene ancho y corto. El cráneo en sí mismo mide alrededor de 20 centímetros, es algo plano y ancho con una base más estrecha. El perfil de su corto, alto y redondeado hocico recuerda al de una tortuga.
Tienen por lo menos dos pares de rebordes estriados en los dientes premaxilares son simples y casi cilíndricos, que es una característica neoceratopsianos. Las áreas rugosas apareadas, cubiertas muy probablemente en queratina en vida, están delante de los ojos y en el yugal con áreas correspondientes en la mandíbula inferior. Estas rugosidades eran probablemente utilizadas para las interacciones inter e intraespecíficas. Mientras que no habrían sido de mucho uso como defensa física contra los depredadores, otra función posible para estas estructuras estaría en las competencias que entre los miembros de la misma especie empujándose o empalmándose, en conflictos de dominancia social y época de apareamiento. Auroraceratops es un neoceratopsiano basal de tamaño moderado, algo derivado, que agrega diversidad a ese clado, exhibiendo las características del cráneo no presentes en Archaeoceratops o Liaoceratops.
Las tres primeras vértebras cervicales tenían los cuerpos vertebrales fusionados, como se ve en los ceratopsianos más avanzados. Aunque tenía costillas cervicales similares a miembros basales del grupo.

## Descubrimiento e investigación

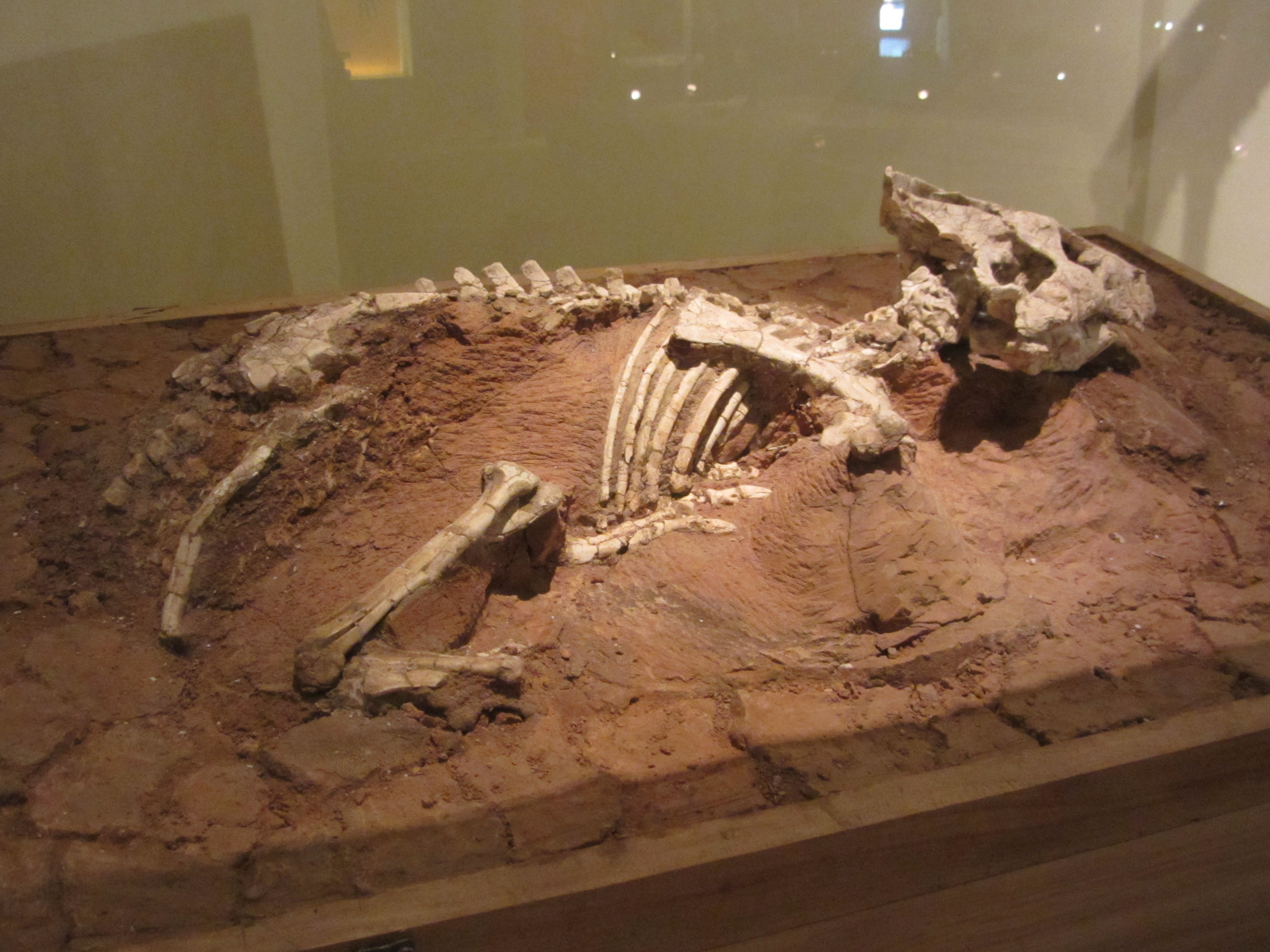
Fósil de Auroraceratops.

El único espécimen conocido fue encontrado en el grupo Xinminbao, cuenca de Gongpoquan en el área de Mazong Shan, provincia de Gansu, China norcentral. La especie tipo, A. rugosus, fue descrito por You, Li, Ji, Lamanna, y Dodson en 2005. Los restos fueron descubiertos por el geólogo Li Daqing, que presentó el cráneo a los participantes del Centro de Investigaciones para el Desarrollo fósiles de la Tercera Exploración en Geología y Recursos Minerales  de la Academia a la provincia de Gansu. En Yujingzi en el noroeste de Gansu se encontraron los restos de un total de alrededor de 80 individuos, por lo que es conocido por su esqueleto completo. Esto también hace que sea uno de los dinosaurios más abundante que se encuentra en la región.
El nombre del género proviene del término latino aurora, "amanecer", en referencia a que es un ceratopsiano primitivo, y también por Dawn Dodson, esposa de Peter Dodson, uno de los paleontólogos que lo describieron. El epíteto específico, "rugosus" , del latín para "rugoso", refiere a las varias áreas rugosas en la superficie del cráneo y de la mandíbula, como la extensión arrugada del hueso lagrimal, algo distintivo de este animal. Auroraceratops es el segundo neoceratopsiano basal encontrado en el área del Mazong Shan, después de Archaeoceratops. El espécimen tipo, IG-2004-VD-001, consiste en un cráneo casi completo de un subadulto que carece solamente del hueso rostral y la cresta parietal.

## Clasificación
Los autores determinaron que se trata de un taxón hermano a Coronosauria, que se puede considerar como el nodo entre Protoceratopsidae y Ceratopsoidea. En 2012 Morschhauser en la conferencia anual de la Sociedad de Paleontología de Vertebrados presentó a Auroraceratops como parte de una politomía en clado de conexión entre Yamaceratops y Helioceratops, Leptoceratopsidae y Coronosauria. Otro análisis filogenético realizado por los descriptores de Hualianceratops, pone a Auroraceratops entre los neoceratopsianos basales. Auroraceratops está incluido en el cladograma del trabajo que describe a Mosaiceratops en 2015. Aparece en un grupo hermano de un clado que consiste en Mosaiceratops, Aquilops, Liaoceratops, Yamaceratops , Archaeoceratops y finalmente a Auroraceratops, como el más cercano al grupo por fuera del clado que incluyen a los leptoceratópsidos y Coronasauria.
VanBuren et al., en 2015, presentaron en un cladograma simplificado donde Auroraceratops aparece en un tercer grupo, consecutivo pero por fuera del clado formado por los ceratópsidos después Protoceratops y Leptoceratops. El grupo más cercano al clado de conexión entre Triceratops y Protoceratops son los leptoceratópsidos, luego Auroraceratops, seguido por Archaeoceratops, Yamaceratops y Liaoceratops y finalmente, un clado formado por los psitacosáuridos. Los autores definen incluso a Neoceratopsia como un clado que contiene el último ancestro común de Auroraceratops y Triceratops, así como todos sus descendientes, en el cual según los autores hubo una fusión de las tres primeras vértebras cervicales. Tal definición excluiría de Neoceratopsia incluso a Liaoceratops, que en trabajos anteriores era considerado un neoceratopsiano.

### Filogenia
Cladograma presentado en la descripción del género.

|               | Protoceratops                                                 |
|               |                                                               |
| Ceratopsoidea | \| \| Leptoceratops \| \| \| \| \| \| Triceratops \| \| \| \| |
|               | \| \| Leptoceratops \| \| \| \| \| \| Triceratops \| \| \| \| |
|               | Leptoceratops                                                 |
|               |                                                               |
|               | Triceratops                                                   |
|               |                                                               |

|  | Leptoceratops |
|  |               |
|  | Triceratops   |
|  |               |

|               | Protoceratops                                                 |
|               |                                                               |
| Ceratopsoidea | \| \| Leptoceratops \| \| \| \| \| \| Triceratops \| \| \| \| |
|               | \| \| Leptoceratops \| \| \| \| \| \| Triceratops \| \| \| \| |
|               | Leptoceratops                                                 |
|               |                                                               |
|               | Triceratops                                                   |
|               |                                                               |

|  | Leptoceratops |
|  |               |
|  | Triceratops   |
|  |               |

|               | Protoceratops                                                 |
|               |                                                               |
| Ceratopsoidea | \| \| Leptoceratops \| \| \| \| \| \| Triceratops \| \| \| \| |
|               | \| \| Leptoceratops \| \| \| \| \| \| Triceratops \| \| \| \| |
|               | Leptoceratops                                                 |
|               |                                                               |
|               | Triceratops                                                   |
|               |                                                               |

|  | Leptoceratops |
|  |               |
|  | Triceratops   |
|  |               |

|               | Protoceratops                                                 |
|               |                                                               |
| Ceratopsoidea | \| \| Leptoceratops \| \| \| \| \| \| Triceratops \| \| \| \| |
|               | \| \| Leptoceratops \| \| \| \| \| \| Triceratops \| \| \| \| |
|               | Leptoceratops                                                 |
|               |                                                               |
|               | Triceratops                                                   |
|               |                                                               |

|  | Leptoceratops |
|  |               |
|  | Triceratops   |
|  |               |

|               | Protoceratops                                                 |
|               |                                                               |
| Ceratopsoidea | \| \| Leptoceratops \| \| \| \| \| \| Triceratops \| \| \| \| |
|               | \| \| Leptoceratops \| \| \| \| \| \| Triceratops \| \| \| \| |
|               | Leptoceratops                                                 |
|               |                                                               |
|               | Triceratops                                                   |
|               |                                                               |

|  | Leptoceratops |
|  |               |
|  | Triceratops   |
|  |               |

|               | Protoceratops                                                 |
|               |                                                               |
| Ceratopsoidea | \| \| Leptoceratops \| \| \| \| \| \| Triceratops \| \| \| \| |
|               | \| \| Leptoceratops \| \| \| \| \| \| Triceratops \| \| \| \| |
|               | Leptoceratops                                                 |
|               |                                                               |
|               | Triceratops                                                   |
|               |                                                               |

|  | Leptoceratops |
|  |               |
|  | Triceratops   |
|  |               |

|               | Protoceratops                                                 |
|               |                                                               |
| Ceratopsoidea | \| \| Leptoceratops \| \| \| \| \| \| Triceratops \| \| \| \| |
|               | \| \| Leptoceratops \| \| \| \| \| \| Triceratops \| \| \| \| |
|               | Leptoceratops                                                 |
|               |                                                               |
|               | Triceratops                                                   |
|               |                                                               |

|  | Leptoceratops |
|  |               |
|  | Triceratops   |
|  |               |

|               | Protoceratops                                                 |
|               |                                                               |
| Ceratopsoidea | \| \| Leptoceratops \| \| \| \| \| \| Triceratops \| \| \| \| |
|               | \| \| Leptoceratops \| \| \| \| \| \| Triceratops \| \| \| \| |
|               | Leptoceratops                                                 |
|               |                                                               |
|               | Triceratops                                                   |
|               |                                                               |

|  | Leptoceratops |
|  |               |
|  | Triceratops   |
|  |               |

|               | Protoceratops                                                 |
|               |                                                               |
| Ceratopsoidea | \| \| Leptoceratops \| \| \| \| \| \| Triceratops \| \| \| \| |
|               | \| \| Leptoceratops \| \| \| \| \| \| Triceratops \| \| \| \| |
|               | Leptoceratops                                                 |
|               |                                                               |
|               | Triceratops                                                   |
|               |                                                               |

|  | Leptoceratops |
|  |               |
|  | Triceratops   |
|  |               |

|               | Protoceratops                                                 |
|               |                                                               |
| Ceratopsoidea | \| \| Leptoceratops \| \| \| \| \| \| Triceratops \| \| \| \| |
|               | \| \| Leptoceratops \| \| \| \| \| \| Triceratops \| \| \| \| |
|               | Leptoceratops                                                 |
|               |                                                               |
|               | Triceratops                                                   |
|               |                                                               |

|  | Leptoceratops |
|  |               |
|  | Triceratops   |
|  |               |

|               | Protoceratops                                                 |
|               |                                                               |
| Ceratopsoidea | \| \| Leptoceratops \| \| \| \| \| \| Triceratops \| \| \| \| |
|               | \| \| Leptoceratops \| \| \| \| \| \| Triceratops \| \| \| \| |
|               | Leptoceratops                                                 |
|               |                                                               |
|               | Triceratops                                                   |
|               |                                                               |

|  | Leptoceratops |
|  |               |
|  | Triceratops   |
|  |               |

|               | Protoceratops                                                 |
|               |                                                               |
| Ceratopsoidea | \| \| Leptoceratops \| \| \| \| \| \| Triceratops \| \| \| \| |
|               | \| \| Leptoceratops \| \| \| \| \| \| Triceratops \| \| \| \| |
|               | Leptoceratops                                                 |
|               |                                                               |
|               | Triceratops                                                   |
|               |                                                               |

|  | Leptoceratops |
|  |               |
|  | Triceratops   |
|  |               |

|               | Protoceratops                                                 |
|               |                                                               |
| Ceratopsoidea | \| \| Leptoceratops \| \| \| \| \| \| Triceratops \| \| \| \| |
|               | \| \| Leptoceratops \| \| \| \| \| \| Triceratops \| \| \| \| |
|               | Leptoceratops                                                 |
|               |                                                               |
|               | Triceratops                                                   |
|               |                                                               |

|  | Leptoceratops |
|  |               |
|  | Triceratops   |
|  |               |

|               | Protoceratops                                                 |
|               |                                                               |
| Ceratopsoidea | \| \| Leptoceratops \| \| \| \| \| \| Triceratops \| \| \| \| |
|               | \| \| Leptoceratops \| \| \| \| \| \| Triceratops \| \| \| \| |
|               | Leptoceratops                                                 |
|               |                                                               |
|               | Triceratops                                                   |
|               |                                                               |

|  | Leptoceratops |
|  |               |
|  | Triceratops   |
|  |               |

|               | Protoceratops                                                 |
|               |                                                               |
| Ceratopsoidea | \| \| Leptoceratops \| \| \| \| \| \| Triceratops \| \| \| \| |
|               | \| \| Leptoceratops \| \| \| \| \| \| Triceratops \| \| \| \| |
|               | Leptoceratops                                                 |
|               |                                                               |
|               | Triceratops                                                   |
|               |                                                               |

|  | Leptoceratops |
|  |               |
|  | Triceratops   |
|  |               |

|               | Protoceratops                                                 |
|               |                                                               |
| Ceratopsoidea | \| \| Leptoceratops \| \| \| \| \| \| Triceratops \| \| \| \| |
|               | \| \| Leptoceratops \| \| \| \| \| \| Triceratops \| \| \| \| |
|               | Leptoceratops                                                 |
|               |                                                               |
|               | Triceratops                                                   |
|               |                                                               |

|  | Leptoceratops |
|  |               |
|  | Triceratops   |
|  |               |

Cladograma publicado en la descripción de Hualianceratops en 2015.

|  | Orodromeus         |
|  |                    |
|  | Agilisaurus        |
|  |                    |
|  | Haya, Jeholosaurus |
|  |                    |

|                  | Psittacosaurus |
|                  | |
| Chaoyangsauridae | \| \| Chaoyangsaurus \| \| \| \| \| \| Hualianceratops \| \| \| \| \| \| Yinlong \| \| \| \| \| \| Xuanhuaceratops \| \| \| \| |
|                  | \| \| Chaoyangsaurus \| \| \| \| \| \| Hualianceratops \| \| \| \| \| \| Yinlong \| \| \| \| \| \| Xuanhuaceratops \| \| \| \| |
|                  | Chaoyangsaurus |
|                  | |
|                  | Hualianceratops |
|                  | |
|                  | Yinlong |
|                  | |
|                  | Xuanhuaceratops |
|                  | |

|  | Chaoyangsaurus  |
|  |                 |
|  | Hualianceratops |
|  |                 |
|  | Yinlong         |
|  |                 |
|  | Xuanhuaceratops |
|  |                 |

|  | Asiaceratops                                                                                            |
|  | |
|  | Graciliceratops                                                                                         |
|  | |
|  | \| \| Protoceratops, Bagaceratops \| \| \| \| \| \| Zuniceratops, Centrosaurus, Triceratops \| \| \| \| |
|  | |
|  | Leptoceratopsidae                                                                                       |
|  | |
|  | Protoceratops, Bagaceratops                                                                             |
|  | |
|  | Zuniceratops, Centrosaurus, Triceratops                                                                 |
|  | |

|  | Protoceratops, Bagaceratops             |
|  |                                         |
|  | Zuniceratops, Centrosaurus, Triceratops |
|  |                                         |

|  | Asiaceratops                                                                                            |
|  | |
|  | Graciliceratops                                                                                         |
|  | |
|  | \| \| Protoceratops, Bagaceratops \| \| \| \| \| \| Zuniceratops, Centrosaurus, Triceratops \| \| \| \| |
|  | |
|  | Leptoceratopsidae                                                                                       |
|  | |
|  | Protoceratops, Bagaceratops                                                                             |
|  | |
|  | Zuniceratops, Centrosaurus, Triceratops                                                                 |
|  | |

|  | Protoceratops, Bagaceratops             |
|  |                                         |
|  | Zuniceratops, Centrosaurus, Triceratops |
|  |                                         |

|  | Asiaceratops                                                                                            |
|  | |
|  | Graciliceratops                                                                                         |
|  | |
|  | \| \| Protoceratops, Bagaceratops \| \| \| \| \| \| Zuniceratops, Centrosaurus, Triceratops \| \| \| \| |
|  | |
|  | Leptoceratopsidae                                                                                       |
|  | |
|  | Protoceratops, Bagaceratops                                                                             |
|  | |
|  | Zuniceratops, Centrosaurus, Triceratops                                                                 |
|  | |

|  | Protoceratops, Bagaceratops             |
|  |                                         |
|  | Zuniceratops, Centrosaurus, Triceratops |
|  |                                         |

|  | Asiaceratops                                                                                            |
|  | |
|  | Graciliceratops                                                                                         |
|  | |
|  | \| \| Protoceratops, Bagaceratops \| \| \| \| \| \| Zuniceratops, Centrosaurus, Triceratops \| \| \| \| |
|  | |
|  | Leptoceratopsidae                                                                                       |
|  | |
|  | Protoceratops, Bagaceratops                                                                             |
|  | |
|  | Zuniceratops, Centrosaurus, Triceratops                                                                 |
|  | |

|  | Protoceratops, Bagaceratops             |
|  |                                         |
|  | Zuniceratops, Centrosaurus, Triceratops |
|  |                                         |

|  | Asiaceratops                                                                                            |
|  | |
|  | Graciliceratops                                                                                         |
|  | |
|  | \| \| Protoceratops, Bagaceratops \| \| \| \| \| \| Zuniceratops, Centrosaurus, Triceratops \| \| \| \| |
|  | |
|  | Leptoceratopsidae                                                                                       |
|  | |
|  | Protoceratops, Bagaceratops                                                                             |
|  | |
|  | Zuniceratops, Centrosaurus, Triceratops                                                                 |
|  | |

|  | Protoceratops, Bagaceratops             |
|  |                                         |
|  | Zuniceratops, Centrosaurus, Triceratops |
|  |                                         |

|  | Asiaceratops                                                                                            |
|  | |
|  | Graciliceratops                                                                                         |
|  | |
|  | \| \| Protoceratops, Bagaceratops \| \| \| \| \| \| Zuniceratops, Centrosaurus, Triceratops \| \| \| \| |
|  | |
|  | Leptoceratopsidae                                                                                       |
|  | |
|  | Protoceratops, Bagaceratops                                                                             |
|  | |
|  | Zuniceratops, Centrosaurus, Triceratops                                                                 |
|  | |

|  | Protoceratops, Bagaceratops             |
|  |                                         |
|  | Zuniceratops, Centrosaurus, Triceratops |
|  |                                         |

|  | Asiaceratops                                                                                            |
|  | |
|  | Graciliceratops                                                                                         |
|  | |
|  | \| \| Protoceratops, Bagaceratops \| \| \| \| \| \| Zuniceratops, Centrosaurus, Triceratops \| \| \| \| |
|  | |
|  | Leptoceratopsidae                                                                                       |
|  | |
|  | Protoceratops, Bagaceratops                                                                             |
|  | |
|  | Zuniceratops, Centrosaurus, Triceratops                                                                 |
|  | |

|  | Protoceratops, Bagaceratops             |
|  |                                         |
|  | Zuniceratops, Centrosaurus, Triceratops |
|  |                                         |

|  | Asiaceratops                                                                                            |
|  | |
|  | Graciliceratops                                                                                         |
|  | |
|  | \| \| Protoceratops, Bagaceratops \| \| \| \| \| \| Zuniceratops, Centrosaurus, Triceratops \| \| \| \| |
|  | |
|  | Leptoceratopsidae                                                                                       |
|  | |
|  | Protoceratops, Bagaceratops                                                                             |
|  | |
|  | Zuniceratops, Centrosaurus, Triceratops                                                                 |
|  | |

|  | Protoceratops, Bagaceratops             |
|  |                                         |
|  | Zuniceratops, Centrosaurus, Triceratops |
|  |                                         |

|                  | Psittacosaurus |
|                  | |
| Chaoyangsauridae | \| \| Chaoyangsaurus \| \| \| \| \| \| Hualianceratops \| \| \| \| \| \| Yinlong \| \| \| \| \| \| Xuanhuaceratops \| \| \| \| |
|                  | \| \| Chaoyangsaurus \| \| \| \| \| \| Hualianceratops \| \| \| \| \| \| Yinlong \| \| \| \| \| \| Xuanhuaceratops \| \| \| \| |
|                  | Chaoyangsaurus |
|                  | |
|                  | Hualianceratops |
|                  | |
|                  | Yinlong |
|                  | |
|                  | Xuanhuaceratops |
|                  | |

|  | Chaoyangsaurus  |
|  |                 |
|  | Hualianceratops |
|  |                 |
|  | Yinlong         |
|  |                 |
|  | Xuanhuaceratops |
|  |                 |

|  | Asiaceratops                                                                                            |
|  | |
|  | Graciliceratops                                                                                         |
|  | |
|  | \| \| Protoceratops, Bagaceratops \| \| \| \| \| \| Zuniceratops, Centrosaurus, Triceratops \| \| \| \| |
|  | |
|  | Leptoceratopsidae                                                                                       |
|  | |
|  | Protoceratops, Bagaceratops                                                                             |
|  | |
|  | Zuniceratops, Centrosaurus, Triceratops                                                                 |
|  | |

|  | Protoceratops, Bagaceratops             |
|  |                                         |
|  | Zuniceratops, Centrosaurus, Triceratops |
|  |                                         |

|  | Asiaceratops                                                                                            |
|  | |
|  | Graciliceratops                                                                                         |
|  | |
|  | \| \| Protoceratops, Bagaceratops \| \| \| \| \| \| Zuniceratops, Centrosaurus, Triceratops \| \| \| \| |
|  | |
|  | Leptoceratopsidae                                                                                       |
|  | |
|  | Protoceratops, Bagaceratops                                                                             |
|  | |
|  | Zuniceratops, Centrosaurus, Triceratops                                                                 |
|  | |

|  | Protoceratops, Bagaceratops             |
|  |                                         |
|  | Zuniceratops, Centrosaurus, Triceratops |
|  |                                         |

|  | Asiaceratops                                                                                            |
|  | |
|  | Graciliceratops                                                                                         |
|  | |
|  | \| \| Protoceratops, Bagaceratops \| \| \| \| \| \| Zuniceratops, Centrosaurus, Triceratops \| \| \| \| |
|  | |
|  | Leptoceratopsidae                                                                                       |
|  | |
|  | Protoceratops, Bagaceratops                                                                             |
|  | |
|  | Zuniceratops, Centrosaurus, Triceratops                                                                 |
|  | |

|  | Protoceratops, Bagaceratops             |
|  |                                         |
|  | Zuniceratops, Centrosaurus, Triceratops |
|  |                                         |

|  | Asiaceratops                                                                                            |
|  | |
|  | Graciliceratops                                                                                         |
|  | |
|  | \| \| Protoceratops, Bagaceratops \| \| \| \| \| \| Zuniceratops, Centrosaurus, Triceratops \| \| \| \| |
|  | |
|  | Leptoceratopsidae                                                                                       |
|  | |
|  | Protoceratops, Bagaceratops                                                                             |
|  | |
|  | Zuniceratops, Centrosaurus, Triceratops                                                                 |
|  | |

|  | Protoceratops, Bagaceratops             |
|  |                                         |
|  | Zuniceratops, Centrosaurus, Triceratops |
|  |                                         |

|  | Asiaceratops                                                                                            |
|  | |
|  | Graciliceratops                                                                                         |
|  | |
|  | \| \| Protoceratops, Bagaceratops \| \| \| \| \| \| Zuniceratops, Centrosaurus, Triceratops \| \| \| \| |
|  | |
|  | Leptoceratopsidae                                                                                       |
|  | |
|  | Protoceratops, Bagaceratops                                                                             |
|  | |
|  | Zuniceratops, Centrosaurus, Triceratops                                                                 |
|  | |

|  | Protoceratops, Bagaceratops             |
|  |                                         |
|  | Zuniceratops, Centrosaurus, Triceratops |
|  |                                         |

|  | Asiaceratops                                                                                            |
|  | |
|  | Graciliceratops                                                                                         |
|  | |
|  | \| \| Protoceratops, Bagaceratops \| \| \| \| \| \| Zuniceratops, Centrosaurus, Triceratops \| \| \| \| |
|  | |
|  | Leptoceratopsidae                                                                                       |
|  | |
|  | Protoceratops, Bagaceratops                                                                             |
|  | |
|  | Zuniceratops, Centrosaurus, Triceratops                                                                 |
|  | |

|  | Protoceratops, Bagaceratops             |
|  |                                         |
|  | Zuniceratops, Centrosaurus, Triceratops |
|  |                                         |

|  | Asiaceratops                                                                                            |
|  | |
|  | Graciliceratops                                                                                         |
|  | |
|  | \| \| Protoceratops, Bagaceratops \| \| \| \| \| \| Zuniceratops, Centrosaurus, Triceratops \| \| \| \| |
|  | |
|  | Leptoceratopsidae                                                                                       |
|  | |
|  | Protoceratops, Bagaceratops                                                                             |
|  | |
|  | Zuniceratops, Centrosaurus, Triceratops                                                                 |
|  | |

|  | Protoceratops, Bagaceratops             |
|  |                                         |
|  | Zuniceratops, Centrosaurus, Triceratops |
|  |                                         |

|  | Asiaceratops                                                                                            |
|  | |
|  | Graciliceratops                                                                                         |
|  | |
|  | \| \| Protoceratops, Bagaceratops \| \| \| \| \| \| Zuniceratops, Centrosaurus, Triceratops \| \| \| \| |
|  | |
|  | Leptoceratopsidae                                                                                       |
|  | |
|  | Protoceratops, Bagaceratops                                                                             |
|  | |
|  | Zuniceratops, Centrosaurus, Triceratops                                                                 |
|  | |

|  | Protoceratops, Bagaceratops             |
|  |                                         |
|  | Zuniceratops, Centrosaurus, Triceratops |
|  |                                         |

|                  | Psittacosaurus |
|                  | |
| Chaoyangsauridae | \| \| Chaoyangsaurus \| \| \| \| \| \| Hualianceratops \| \| \| \| \| \| Yinlong \| \| \| \| \| \| Xuanhuaceratops \| \| \| \| |
|                  | \| \| Chaoyangsaurus \| \| \| \| \| \| Hualianceratops \| \| \| \| \| \| Yinlong \| \| \| \| \| \| Xuanhuaceratops \| \| \| \| |
|                  | Chaoyangsaurus |
|                  | |
|                  | Hualianceratops |
|                  | |
|                  | Yinlong |
|                  | |
|                  | Xuanhuaceratops |
|                  | |

|  | Chaoyangsaurus  |
|  |                 |
|  | Hualianceratops |
|  |                 |
|  | Yinlong         |
|  |                 |
|  | Xuanhuaceratops |
|  |                 |

|  | Asiaceratops                                                                                            |
|  | |
|  | Graciliceratops                                                                                         |
|  | |
|  | \| \| Protoceratops, Bagaceratops \| \| \| \| \| \| Zuniceratops, Centrosaurus, Triceratops \| \| \| \| |
|  | |
|  | Leptoceratopsidae                                                                                       |
|  | |
|  | Protoceratops, Bagaceratops                                                                             |
|  | |
|  | Zuniceratops, Centrosaurus, Triceratops                                                                 |
|  | |

|  | Protoceratops, Bagaceratops             |
|  |                                         |
|  | Zuniceratops, Centrosaurus, Triceratops |
|  |                                         |

|  | Asiaceratops                                                                                            |
|  | |
|  | Graciliceratops                                                                                         |
|  | |
|  | \| \| Protoceratops, Bagaceratops \| \| \| \| \| \| Zuniceratops, Centrosaurus, Triceratops \| \| \| \| |
|  | |
|  | Leptoceratopsidae                                                                                       |
|  | |
|  | Protoceratops, Bagaceratops                                                                             |
|  | |
|  | Zuniceratops, Centrosaurus, Triceratops                                                                 |
|  | |

|  | Protoceratops, Bagaceratops             |
|  |                                         |
|  | Zuniceratops, Centrosaurus, Triceratops |
|  |                                         |

|  | Asiaceratops                                                                                            |
|  | |
|  | Graciliceratops                                                                                         |
|  | |
|  | \| \| Protoceratops, Bagaceratops \| \| \| \| \| \| Zuniceratops, Centrosaurus, Triceratops \| \| \| \| |
|  | |
|  | Leptoceratopsidae                                                                                       |
|  | |
|  | Protoceratops, Bagaceratops                                                                             |
|  | |
|  | Zuniceratops, Centrosaurus, Triceratops                                                                 |
|  | |

|  | Protoceratops, Bagaceratops             |
|  |                                         |
|  | Zuniceratops, Centrosaurus, Triceratops |
|  |                                         |

|  | Asiaceratops                                                                                            |
|  | |
|  | Graciliceratops                                                                                         |
|  | |
|  | \| \| Protoceratops, Bagaceratops \| \| \| \| \| \| Zuniceratops, Centrosaurus, Triceratops \| \| \| \| |
|  | |
|  | Leptoceratopsidae                                                                                       |
|  | |
|  | Protoceratops, Bagaceratops                                                                             |
|  | |
|  | Zuniceratops, Centrosaurus, Triceratops                                                                 |
|  | |

|  | Protoceratops, Bagaceratops             |
|  |                                         |
|  | Zuniceratops, Centrosaurus, Triceratops |
|  |                                         |

|  | Asiaceratops                                                                                            |
|  | |
|  | Graciliceratops                                                                                         |
|  | |
|  | \| \| Protoceratops, Bagaceratops \| \| \| \| \| \| Zuniceratops, Centrosaurus, Triceratops \| \| \| \| |
|  | |
|  | Leptoceratopsidae                                                                                       |
|  | |
|  | Protoceratops, Bagaceratops                                                                             |
|  | |
|  | Zuniceratops, Centrosaurus, Triceratops                                                                 |
|  | |

|  | Protoceratops, Bagaceratops             |
|  |                                         |
|  | Zuniceratops, Centrosaurus, Triceratops |
|  |                                         |

|  | Asiaceratops                                                                                            |
|  | |
|  | Graciliceratops                                                                                         |
|  | |
|  | \| \| Protoceratops, Bagaceratops \| \| \| \| \| \| Zuniceratops, Centrosaurus, Triceratops \| \| \| \| |
|  | |
|  | Leptoceratopsidae                                                                                       |
|  | |
|  | Protoceratops, Bagaceratops                                                                             |
|  | |
|  | Zuniceratops, Centrosaurus, Triceratops                                                                 |
|  | |

|  | Protoceratops, Bagaceratops             |
|  |                                         |
|  | Zuniceratops, Centrosaurus, Triceratops |
|  |                                         |

|  | Asiaceratops                                                                                            |
|  | |
|  | Graciliceratops                                                                                         |
|  | |
|  | \| \| Protoceratops, Bagaceratops \| \| \| \| \| \| Zuniceratops, Centrosaurus, Triceratops \| \| \| \| |
|  | |
|  | Leptoceratopsidae                                                                                       |
|  | |
|  | Protoceratops, Bagaceratops                                                                             |
|  | |
|  | Zuniceratops, Centrosaurus, Triceratops                                                                 |
|  | |

|  | Protoceratops, Bagaceratops             |
|  |                                         |
|  | Zuniceratops, Centrosaurus, Triceratops |
|  |                                         |

|  | Asiaceratops                                                                                            |
|  | |
|  | Graciliceratops                                                                                         |
|  | |
|  | \| \| Protoceratops, Bagaceratops \| \| \| \| \| \| Zuniceratops, Centrosaurus, Triceratops \| \| \| \| |
|  | |
|  | Leptoceratopsidae                                                                                       |
|  | |
|  | Protoceratops, Bagaceratops                                                                             |
|  | |
|  | Zuniceratops, Centrosaurus, Triceratops                                                                 |
|  | |

|  | Protoceratops, Bagaceratops             |
|  |                                         |
|  | Zuniceratops, Centrosaurus, Triceratops |
|  |                                         |

|                  | Psittacosaurus |
|                  | |
| Chaoyangsauridae | \| \| Chaoyangsaurus \| \| \| \| \| \| Hualianceratops \| \| \| \| \| \| Yinlong \| \| \| \| \| \| Xuanhuaceratops \| \| \| \| |
|                  | \| \| Chaoyangsaurus \| \| \| \| \| \| Hualianceratops \| \| \| \| \| \| Yinlong \| \| \| \| \| \| Xuanhuaceratops \| \| \| \| |
|                  | Chaoyangsaurus |
|                  | |
|                  | Hualianceratops |
|                  | |
|                  | Yinlong |
|                  | |
|                  | Xuanhuaceratops |
|                  | |

|  | Chaoyangsaurus  |
|  |                 |
|  | Hualianceratops |
|  |                 |
|  | Yinlong         |
|  |                 |
|  | Xuanhuaceratops |
|  |                 |

|  | Asiaceratops                                                                                            |
|  | |
|  | Graciliceratops                                                                                         |
|  | |
|  | \| \| Protoceratops, Bagaceratops \| \| \| \| \| \| Zuniceratops, Centrosaurus, Triceratops \| \| \| \| |
|  | |
|  | Leptoceratopsidae                                                                                       |
|  | |
|  | Protoceratops, Bagaceratops                                                                             |
|  | |
|  | Zuniceratops, Centrosaurus, Triceratops                                                                 |
|  | |

|  | Protoceratops, Bagaceratops             |
|  |                                         |
|  | Zuniceratops, Centrosaurus, Triceratops |
|  |                                         |

|  | Asiaceratops                                                                                            |
|  | |
|  | Graciliceratops                                                                                         |
|  | |
|  | \| \| Protoceratops, Bagaceratops \| \| \| \| \| \| Zuniceratops, Centrosaurus, Triceratops \| \| \| \| |
|  | |
|  | Leptoceratopsidae                                                                                       |
|  | |
|  | Protoceratops, Bagaceratops                                                                             |
|  | |
|  | Zuniceratops, Centrosaurus, Triceratops                                                                 |
|  | |

|  | Protoceratops, Bagaceratops             |
|  |                                         |
|  | Zuniceratops, Centrosaurus, Triceratops |
|  |                                         |

|  | Asiaceratops                                                                                            |
|  | |
|  | Graciliceratops                                                                                         |
|  | |
|  | \| \| Protoceratops, Bagaceratops \| \| \| \| \| \| Zuniceratops, Centrosaurus, Triceratops \| \| \| \| |
|  | |
|  | Leptoceratopsidae                                                                                       |
|  | |
|  | Protoceratops, Bagaceratops                                                                             |
|  | |
|  | Zuniceratops, Centrosaurus, Triceratops                                                                 |
|  | |

|  | Protoceratops, Bagaceratops             |
|  |                                         |
|  | Zuniceratops, Centrosaurus, Triceratops |
|  |                                         |

|  | Asiaceratops                                                                                            |
|  | |
|  | Graciliceratops                                                                                         |
|  | |
|  | \| \| Protoceratops, Bagaceratops \| \| \| \| \| \| Zuniceratops, Centrosaurus, Triceratops \| \| \| \| |
|  | |
|  | Leptoceratopsidae                                                                                       |
|  | |
|  | Protoceratops, Bagaceratops                                                                             |
|  | |
|  | Zuniceratops, Centrosaurus, Triceratops                                                                 |
|  | |

|  | Protoceratops, Bagaceratops             |
|  |                                         |
|  | Zuniceratops, Centrosaurus, Triceratops |
|  |                                         |

|  | Asiaceratops                                                                                            |
|  | |
|  | Graciliceratops                                                                                         |
|  | |
|  | \| \| Protoceratops, Bagaceratops \| \| \| \| \| \| Zuniceratops, Centrosaurus, Triceratops \| \| \| \| |
|  | |
|  | Leptoceratopsidae                                                                                       |
|  | |
|  | Protoceratops, Bagaceratops                                                                             |
|  | |
|  | Zuniceratops, Centrosaurus, Triceratops                                                                 |
|  | |

|  | Protoceratops, Bagaceratops             |
|  |                                         |
|  | Zuniceratops, Centrosaurus, Triceratops |
|  |                                         |

|  | Asiaceratops                                                                                            |
|  | |
|  | Graciliceratops                                                                                         |
|  | |
|  | \| \| Protoceratops, Bagaceratops \| \| \| \| \| \| Zuniceratops, Centrosaurus, Triceratops \| \| \| \| |
|  | |
|  | Leptoceratopsidae                                                                                       |
|  | |
|  | Protoceratops, Bagaceratops                                                                             |
|  | |
|  | Zuniceratops, Centrosaurus, Triceratops                                                                 |
|  | |

|  | Protoceratops, Bagaceratops             |
|  |                                         |
|  | Zuniceratops, Centrosaurus, Triceratops |
|  |                                         |

|  | Asiaceratops                                                                                            |
|  | |
|  | Graciliceratops                                                                                         |
|  | |
|  | \| \| Protoceratops, Bagaceratops \| \| \| \| \| \| Zuniceratops, Centrosaurus, Triceratops \| \| \| \| |
|  | |
|  | Leptoceratopsidae                                                                                       |
|  | |
|  | Protoceratops, Bagaceratops                                                                             |
|  | |
|  | Zuniceratops, Centrosaurus, Triceratops                                                                 |
|  | |

|  | Protoceratops, Bagaceratops             |
|  |                                         |
|  | Zuniceratops, Centrosaurus, Triceratops |
|  |                                         |

|  | Asiaceratops                                                                                            |
|  | |
|  | Graciliceratops                                                                                         |
|  | |
|  | \| \| Protoceratops, Bagaceratops \| \| \| \| \| \| Zuniceratops, Centrosaurus, Triceratops \| \| \| \| |
|  | |
|  | Leptoceratopsidae                                                                                       |
|  | |
|  | Protoceratops, Bagaceratops                                                                             |
|  | |
|  | Zuniceratops, Centrosaurus, Triceratops                                                                 |
|  | |

|  | Protoceratops, Bagaceratops             |
|  |                                         |
|  | Zuniceratops, Centrosaurus, Triceratops |
|  |                                         |

|  | Orodromeus         |
|  |                    |
|  | Agilisaurus        |
|  |                    |
|  | Haya, Jeholosaurus |
|  |                    |

|                  | Psittacosaurus |
|                  | |
| Chaoyangsauridae | \| \| Chaoyangsaurus \| \| \| \| \| \| Hualianceratops \| \| \| \| \| \| Yinlong \| \| \| \| \| \| Xuanhuaceratops \| \| \| \| |
|                  | \| \| Chaoyangsaurus \| \| \| \| \| \| Hualianceratops \| \| \| \| \| \| Yinlong \| \| \| \| \| \| Xuanhuaceratops \| \| \| \| |
|                  | Chaoyangsaurus |
|                  | |
|                  | Hualianceratops |
|                  | |
|                  | Yinlong |
|                  | |
|                  | Xuanhuaceratops |
|                  | |

|  | Chaoyangsaurus  |
|  |                 |
|  | Hualianceratops |
|  |                 |
|  | Yinlong         |
|  |                 |
|  | Xuanhuaceratops |
|  |                 |

|  | Asiaceratops                                                                                            |
|  | |
|  | Graciliceratops                                                                                         |
|  | |
|  | \| \| Protoceratops, Bagaceratops \| \| \| \| \| \| Zuniceratops, Centrosaurus, Triceratops \| \| \| \| |
|  | |
|  | Leptoceratopsidae                                                                                       |
|  | |
|  | Protoceratops, Bagaceratops                                                                             |
|  | |
|  | Zuniceratops, Centrosaurus, Triceratops                                                                 |
|  | |

|  | Protoceratops, Bagaceratops             |
|  |                                         |
|  | Zuniceratops, Centrosaurus, Triceratops |
|  |                                         |

|  | Asiaceratops                                                                                            |
|  | |
|  | Graciliceratops                                                                                         |
|  | |
|  | \| \| Protoceratops, Bagaceratops \| \| \| \| \| \| Zuniceratops, Centrosaurus, Triceratops \| \| \| \| |
|  | |
|  | Leptoceratopsidae                                                                                       |
|  | |
|  | Protoceratops, Bagaceratops                                                                             |
|  | |
|  | Zuniceratops, Centrosaurus, Triceratops                                                                 |
|  | |

|  | Protoceratops, Bagaceratops             |
|  |                                         |
|  | Zuniceratops, Centrosaurus, Triceratops |
|  |                                         |

|  | Asiaceratops                                                                                            |
|  | |
|  | Graciliceratops                                                                                         |
|  | |
|  | \| \| Protoceratops, Bagaceratops \| \| \| \| \| \| Zuniceratops, Centrosaurus, Triceratops \| \| \| \| |
|  | |
|  | Leptoceratopsidae                                                                                       |
|  | |
|  | Protoceratops, Bagaceratops                                                                             |
|  | |
|  | Zuniceratops, Centrosaurus, Triceratops                                                                 |
|  | |

|  | Protoceratops, Bagaceratops             |
|  |                                         |
|  | Zuniceratops, Centrosaurus, Triceratops |
|  |                                         |

|  | Asiaceratops                                                                                            |
|  | |
|  | Graciliceratops                                                                                         |
|  | |
|  | \| \| Protoceratops, Bagaceratops \| \| \| \| \| \| Zuniceratops, Centrosaurus, Triceratops \| \| \| \| |
|  | |
|  | Leptoceratopsidae                                                                                       |
|  | |
|  | Protoceratops, Bagaceratops                                                                             |
|  | |
|  | Zuniceratops, Centrosaurus, Triceratops                                                                 |
|  | |

|  | Protoceratops, Bagaceratops             |
|  |                                         |
|  | Zuniceratops, Centrosaurus, Triceratops |
|  |                                         |

|  | Asiaceratops                                                                                            |
|  | |
|  | Graciliceratops                                                                                         |
|  | |
|  | \| \| Protoceratops, Bagaceratops \| \| \| \| \| \| Zuniceratops, Centrosaurus, Triceratops \| \| \| \| |
|  | |
|  | Leptoceratopsidae                                                                                       |
|  | |
|  | Protoceratops, Bagaceratops                                                                             |
|  | |
|  | Zuniceratops, Centrosaurus, Triceratops                                                                 |
|  | |

|  | Protoceratops, Bagaceratops             |
|  |                                         |
|  | Zuniceratops, Centrosaurus, Triceratops |
|  |                                         |

|  | Asiaceratops                                                                                            |
|  | |
|  | Graciliceratops                                                                                         |
|  | |
|  | \| \| Protoceratops, Bagaceratops \| \| \| \| \| \| Zuniceratops, Centrosaurus, Triceratops \| \| \| \| |
|  | |
|  | Leptoceratopsidae                                                                                       |
|  | |
|  | Protoceratops, Bagaceratops                                                                             |
|  | |
|  | Zuniceratops, Centrosaurus, Triceratops                                                                 |
|  | |

|  | Protoceratops, Bagaceratops             |
|  |                                         |
|  | Zuniceratops, Centrosaurus, Triceratops |
|  |                                         |

|  | Asiaceratops                                                                                            |
|  | |
|  | Graciliceratops                                                                                         |
|  | |
|  | \| \| Protoceratops, Bagaceratops \| \| \| \| \| \| Zuniceratops, Centrosaurus, Triceratops \| \| \| \| |
|  | |
|  | Leptoceratopsidae                                                                                       |
|  | |
|  | Protoceratops, Bagaceratops                                                                             |
|  | |
|  | Zuniceratops, Centrosaurus, Triceratops                                                                 |
|  | |

|  | Protoceratops, Bagaceratops             |
|  |                                         |
|  | Zuniceratops, Centrosaurus, Triceratops |
|  |                                         |

|  | Asiaceratops                                                                                            |
|  | |
|  | Graciliceratops                                                                                         |
|  | |
|  | \| \| Protoceratops, Bagaceratops \| \| \| \| \| \| Zuniceratops, Centrosaurus, Triceratops \| \| \| \| |
|  | |
|  | Leptoceratopsidae                                                                                       |
|  | |
|  | Protoceratops, Bagaceratops                                                                             |
|  | |
|  | Zuniceratops, Centrosaurus, Triceratops                                                                 |
|  | |

|  | Protoceratops, Bagaceratops             |
|  |                                         |
|  | Zuniceratops, Centrosaurus, Triceratops |
|  |                                         |

|                  | Psittacosaurus |
|                  | |
| Chaoyangsauridae | \| \| Chaoyangsaurus \| \| \| \| \| \| Hualianceratops \| \| \| \| \| \| Yinlong \| \| \| \| \| \| Xuanhuaceratops \| \| \| \| |
|                  | \| \| Chaoyangsaurus \| \| \| \| \| \| Hualianceratops \| \| \| \| \| \| Yinlong \| \| \| \| \| \| Xuanhuaceratops \| \| \| \| |
|                  | Chaoyangsaurus |
|                  | |
|                  | Hualianceratops |
|                  | |
|                  | Yinlong |
|                  | |
|                  | Xuanhuaceratops |
|                  | |

|  | Chaoyangsaurus  |
|  |                 |
|  | Hualianceratops |
|  |                 |
|  | Yinlong         |
|  |                 |
|  | Xuanhuaceratops |
|  |                 |

|  | Asiaceratops                                                                                            |
|  | |
|  | Graciliceratops                                                                                         |
|  | |
|  | \| \| Protoceratops, Bagaceratops \| \| \| \| \| \| Zuniceratops, Centrosaurus, Triceratops \| \| \| \| |
|  | |
|  | Leptoceratopsidae                                                                                       |
|  | |
|  | Protoceratops, Bagaceratops                                                                             |
|  | |
|  | Zuniceratops, Centrosaurus, Triceratops                                                                 |
|  | |

|  | Protoceratops, Bagaceratops             |
|  |                                         |
|  | Zuniceratops, Centrosaurus, Triceratops |
|  |                                         |

|  | Asiaceratops                                                                                            |
|  | |
|  | Graciliceratops                                                                                         |
|  | |
|  | \| \| Protoceratops, Bagaceratops \| \| \| \| \| \| Zuniceratops, Centrosaurus, Triceratops \| \| \| \| |
|  | |
|  | Leptoceratopsidae                                                                                       |
|  | |
|  | Protoceratops, Bagaceratops                                                                             |
|  | |
|  | Zuniceratops, Centrosaurus, Triceratops                                                                 |
|  | |

|  | Protoceratops, Bagaceratops             |
|  |                                         |
|  | Zuniceratops, Centrosaurus, Triceratops |
|  |                                         |

|  | Asiaceratops                                                                                            |
|  | |
|  | Graciliceratops                                                                                         |
|  | |
|  | \| \| Protoceratops, Bagaceratops \| \| \| \| \| \| Zuniceratops, Centrosaurus, Triceratops \| \| \| \| |
|  | |
|  | Leptoceratopsidae                                                                                       |
|  | |
|  | Protoceratops, Bagaceratops                                                                             |
|  | |
|  | Zuniceratops, Centrosaurus, Triceratops                                                                 |
|  | |

|  | Protoceratops, Bagaceratops             |
|  |                                         |
|  | Zuniceratops, Centrosaurus, Triceratops |
|  |                                         |

|  | Asiaceratops                                                                                            |
|  | |
|  | Graciliceratops                                                                                         |
|  | |
|  | \| \| Protoceratops, Bagaceratops \| \| \| \| \| \| Zuniceratops, Centrosaurus, Triceratops \| \| \| \| |
|  | |
|  | Leptoceratopsidae                                                                                       |
|  | |
|  | Protoceratops, Bagaceratops                                                                             |
|  | |
|  | Zuniceratops, Centrosaurus, Triceratops                                                                 |
|  | |

|  | Protoceratops, Bagaceratops             |
|  |                                         |
|  | Zuniceratops, Centrosaurus, Triceratops |
|  |                                         |

|  | Asiaceratops                                                                                            |
|  | |
|  | Graciliceratops                                                                                         |
|  | |
|  | \| \| Protoceratops, Bagaceratops \| \| \| \| \| \| Zuniceratops, Centrosaurus, Triceratops \| \| \| \| |
|  | |
|  | Leptoceratopsidae                                                                                       |
|  | |
|  | Protoceratops, Bagaceratops                                                                             |
|  | |
|  | Zuniceratops, Centrosaurus, Triceratops                                                                 |
|  | |

|  | Protoceratops, Bagaceratops             |
|  |                                         |
|  | Zuniceratops, Centrosaurus, Triceratops |
|  |                                         |

|  | Asiaceratops                                                                                            |
|  | |
|  | Graciliceratops                                                                                         |
|  | |
|  | \| \| Protoceratops, Bagaceratops \| \| \| \| \| \| Zuniceratops, Centrosaurus, Triceratops \| \| \| \| |
|  | |
|  | Leptoceratopsidae                                                                                       |
|  | |
|  | Protoceratops, Bagaceratops                                                                             |
|  | |
|  | Zuniceratops, Centrosaurus, Triceratops                                                                 |
|  | |

|  | Protoceratops, Bagaceratops             |
|  |                                         |
|  | Zuniceratops, Centrosaurus, Triceratops |
|  |                                         |

|  | Asiaceratops                                                                                            |
|  | |
|  | Graciliceratops                                                                                         |
|  | |
|  | \| \| Protoceratops, Bagaceratops \| \| \| \| \| \| Zuniceratops, Centrosaurus, Triceratops \| \| \| \| |
|  | |
|  | Leptoceratopsidae                                                                                       |
|  | |
|  | Protoceratops, Bagaceratops                                                                             |
|  | |
|  | Zuniceratops, Centrosaurus, Triceratops                                                                 |
|  | |

|  | Protoceratops, Bagaceratops             |
|  |                                         |
|  | Zuniceratops, Centrosaurus, Triceratops |
|  |                                         |

|  | Asiaceratops                                                                                            |
|  | |
|  | Graciliceratops                                                                                         |
|  | |
|  | \| \| Protoceratops, Bagaceratops \| \| \| \| \| \| Zuniceratops, Centrosaurus, Triceratops \| \| \| \| |
|  | |
|  | Leptoceratopsidae                                                                                       |
|  | |
|  | Protoceratops, Bagaceratops                                                                             |
|  | |
|  | Zuniceratops, Centrosaurus, Triceratops                                                                 |
|  | |

|  | Protoceratops, Bagaceratops             |
|  |                                         |
|  | Zuniceratops, Centrosaurus, Triceratops |
|  |                                         |

|                  | Psittacosaurus |
|                  | |
| Chaoyangsauridae | \| \| Chaoyangsaurus \| \| \| \| \| \| Hualianceratops \| \| \| \| \| \| Yinlong \| \| \| \| \| \| Xuanhuaceratops \| \| \| \| |
|                  | \| \| Chaoyangsaurus \| \| \| \| \| \| Hualianceratops \| \| \| \| \| \| Yinlong \| \| \| \| \| \| Xuanhuaceratops \| \| \| \| |
|                  | Chaoyangsaurus |
|                  | |
|                  | Hualianceratops |
|                  | |
|                  | Yinlong |
|                  | |
|                  | Xuanhuaceratops |
|                  | |

|  | Chaoyangsaurus  |
|  |                 |
|  | Hualianceratops |
|  |                 |
|  | Yinlong         |
|  |                 |
|  | Xuanhuaceratops |
|  |                 |

|  | Asiaceratops                                                                                            |
|  | |
|  | Graciliceratops                                                                                         |
|  | |
|  | \| \| Protoceratops, Bagaceratops \| \| \| \| \| \| Zuniceratops, Centrosaurus, Triceratops \| \| \| \| |
|  | |
|  | Leptoceratopsidae                                                                                       |
|  | |
|  | Protoceratops, Bagaceratops                                                                             |
|  | |
|  | Zuniceratops, Centrosaurus, Triceratops                                                                 |
|  | |

|  | Protoceratops, Bagaceratops             |
|  |                                         |
|  | Zuniceratops, Centrosaurus, Triceratops |
|  |                                         |

|  | Asiaceratops                                                                                            |
|  | |
|  | Graciliceratops                                                                                         |
|  | |
|  | \| \| Protoceratops, Bagaceratops \| \| \| \| \| \| Zuniceratops, Centrosaurus, Triceratops \| \| \| \| |
|  | |
|  | Leptoceratopsidae                                                                                       |
|  | |
|  | Protoceratops, Bagaceratops                                                                             |
|  | |
|  | Zuniceratops, Centrosaurus, Triceratops                                                                 |
|  | |

|  | Protoceratops, Bagaceratops             |
|  |                                         |
|  | Zuniceratops, Centrosaurus, Triceratops |
|  |                                         |

|  | Asiaceratops                                                                                            |
|  | |
|  | Graciliceratops                                                                                         |
|  | |
|  | \| \| Protoceratops, Bagaceratops \| \| \| \| \| \| Zuniceratops, Centrosaurus, Triceratops \| \| \| \| |
|  | |
|  | Leptoceratopsidae                                                                                       |
|  | |
|  | Protoceratops, Bagaceratops                                                                             |
|  | |
|  | Zuniceratops, Centrosaurus, Triceratops                                                                 |
|  | |

|  | Protoceratops, Bagaceratops             |
|  |                                         |
|  | Zuniceratops, Centrosaurus, Triceratops |
|  |                                         |

|  | Asiaceratops                                                                                            |
|  | |
|  | Graciliceratops                                                                                         |
|  | |
|  | \| \| Protoceratops, Bagaceratops \| \| \| \| \| \| Zuniceratops, Centrosaurus, Triceratops \| \| \| \| |
|  | |
|  | Leptoceratopsidae                                                                                       |
|  | |
|  | Protoceratops, Bagaceratops                                                                             |
|  | |
|  | Zuniceratops, Centrosaurus, Triceratops                                                                 |
|  | |

|  | Protoceratops, Bagaceratops             |
|  |                                         |
|  | Zuniceratops, Centrosaurus, Triceratops |
|  |                                         |

|  | Asiaceratops                                                                                            |
|  | |
|  | Graciliceratops                                                                                         |
|  | |
|  | \| \| Protoceratops, Bagaceratops \| \| \| \| \| \| Zuniceratops, Centrosaurus, Triceratops \| \| \| \| |
|  | |
|  | Leptoceratopsidae                                                                                       |
|  | |
|  | Protoceratops, Bagaceratops                                                                             |
|  | |
|  | Zuniceratops, Centrosaurus, Triceratops                                                                 |
|  | |

|  | Protoceratops, Bagaceratops             |
|  |                                         |
|  | Zuniceratops, Centrosaurus, Triceratops |
|  |                                         |

|  | Asiaceratops                                                                                            |
|  | |
|  | Graciliceratops                                                                                         |
|  | |
|  | \| \| Protoceratops, Bagaceratops \| \| \| \| \| \| Zuniceratops, Centrosaurus, Triceratops \| \| \| \| |
|  | |
|  | Leptoceratopsidae                                                                                       |
|  | |
|  | Protoceratops, Bagaceratops                                                                             |
|  | |
|  | Zuniceratops, Centrosaurus, Triceratops                                                                 |
|  | |

|  | Protoceratops, Bagaceratops             |
|  |                                         |
|  | Zuniceratops, Centrosaurus, Triceratops |
|  |                                         |

|  | Asiaceratops                                                                                            |
|  | |
|  | Graciliceratops                                                                                         |
|  | |
|  | \| \| Protoceratops, Bagaceratops \| \| \| \| \| \| Zuniceratops, Centrosaurus, Triceratops \| \| \| \| |
|  | |
|  | Leptoceratopsidae                                                                                       |
|  | |
|  | Protoceratops, Bagaceratops                                                                             |
|  | |
|  | Zuniceratops, Centrosaurus, Triceratops                                                                 |
|  | |

|  | Protoceratops, Bagaceratops             |
|  |                                         |
|  | Zuniceratops, Centrosaurus, Triceratops |
|  |                                         |

|  | Asiaceratops                                                                                            |
|  | |
|  | Graciliceratops                                                                                         |
|  | |
|  | \| \| Protoceratops, Bagaceratops \| \| \| \| \| \| Zuniceratops, Centrosaurus, Triceratops \| \| \| \| |
|  | |
|  | Leptoceratopsidae                                                                                       |
|  | |
|  | Protoceratops, Bagaceratops                                                                             |
|  | |
|  | Zuniceratops, Centrosaurus, Triceratops                                                                 |
|  | |

|  | Protoceratops, Bagaceratops             |
|  |                                         |
|  | Zuniceratops, Centrosaurus, Triceratops |
|  |                                         |

|                  | Psittacosaurus |
|                  | |
| Chaoyangsauridae | \| \| Chaoyangsaurus \| \| \| \| \| \| Hualianceratops \| \| \| \| \| \| Yinlong \| \| \| \| \| \| Xuanhuaceratops \| \| \| \| |
|                  | \| \| Chaoyangsaurus \| \| \| \| \| \| Hualianceratops \| \| \| \| \| \| Yinlong \| \| \| \| \| \| Xuanhuaceratops \| \| \| \| |
|                  | Chaoyangsaurus |
|                  | |
|                  | Hualianceratops |
|                  | |
|                  | Yinlong |
|                  | |
|                  | Xuanhuaceratops |
|                  | |

|  | Chaoyangsaurus  |
|  |                 |
|  | Hualianceratops |
|  |                 |
|  | Yinlong         |
|  |                 |
|  | Xuanhuaceratops |
|  |                 |

|  | Asiaceratops                                                                                            |
|  | |
|  | Graciliceratops                                                                                         |
|  | |
|  | \| \| Protoceratops, Bagaceratops \| \| \| \| \| \| Zuniceratops, Centrosaurus, Triceratops \| \| \| \| |
|  | |
|  | Leptoceratopsidae                                                                                       |
|  | |
|  | Protoceratops, Bagaceratops                                                                             |
|  | |
|  | Zuniceratops, Centrosaurus, Triceratops                                                                 |
|  | |

|  | Protoceratops, Bagaceratops             |
|  |                                         |
|  | Zuniceratops, Centrosaurus, Triceratops |
|  |                                         |

|  | Asiaceratops                                                                                            |
|  | |
|  | Graciliceratops                                                                                         |
|  | |
|  | \| \| Protoceratops, Bagaceratops \| \| \| \| \| \| Zuniceratops, Centrosaurus, Triceratops \| \| \| \| |
|  | |
|  | Leptoceratopsidae                                                                                       |
|  | |
|  | Protoceratops, Bagaceratops                                                                             |
|  | |
|  | Zuniceratops, Centrosaurus, Triceratops                                                                 |
|  | |

|  | Protoceratops, Bagaceratops             |
|  |                                         |
|  | Zuniceratops, Centrosaurus, Triceratops |
|  |                                         |

|  | Asiaceratops                                                                                            |
|  | |
|  | Graciliceratops                                                                                         |
|  | |
|  | \| \| Protoceratops, Bagaceratops \| \| \| \| \| \| Zuniceratops, Centrosaurus, Triceratops \| \| \| \| |
|  | |
|  | Leptoceratopsidae                                                                                       |
|  | |
|  | Protoceratops, Bagaceratops                                                                             |
|  | |
|  | Zuniceratops, Centrosaurus, Triceratops                                                                 |
|  | |

|  | Protoceratops, Bagaceratops             |
|  |                                         |
|  | Zuniceratops, Centrosaurus, Triceratops |
|  |                                         |

|  | Asiaceratops                                                                                            |
|  | |
|  | Graciliceratops                                                                                         |
|  | |
|  | \| \| Protoceratops, Bagaceratops \| \| \| \| \| \| Zuniceratops, Centrosaurus, Triceratops \| \| \| \| |
|  | |
|  | Leptoceratopsidae                                                                                       |
|  | |
|  | Protoceratops, Bagaceratops                                                                             |
|  | |
|  | Zuniceratops, Centrosaurus, Triceratops                                                                 |
|  | |

|  | Protoceratops, Bagaceratops             |
|  |                                         |
|  | Zuniceratops, Centrosaurus, Triceratops |
|  |                                         |

|  | Asiaceratops                                                                                            |
|  | |
|  | Graciliceratops                                                                                         |
|  | |
|  | \| \| Protoceratops, Bagaceratops \| \| \| \| \| \| Zuniceratops, Centrosaurus, Triceratops \| \| \| \| |
|  | |
|  | Leptoceratopsidae                                                                                       |
|  | |
|  | Protoceratops, Bagaceratops                                                                             |
|  | |
|  | Zuniceratops, Centrosaurus, Triceratops                                                                 |
|  | |

|  | Protoceratops, Bagaceratops             |
|  |                                         |
|  | Zuniceratops, Centrosaurus, Triceratops |
|  |                                         |

|  | Asiaceratops                                                                                            |
|  | |
|  | Graciliceratops                                                                                         |
|  | |
|  | \| \| Protoceratops, Bagaceratops \| \| \| \| \| \| Zuniceratops, Centrosaurus, Triceratops \| \| \| \| |
|  | |
|  | Leptoceratopsidae                                                                                       |
|  | |
|  | Protoceratops, Bagaceratops                                                                             |
|  | |
|  | Zuniceratops, Centrosaurus, Triceratops                                                                 |
|  | |

|  | Protoceratops, Bagaceratops             |
|  |                                         |
|  | Zuniceratops, Centrosaurus, Triceratops |
|  |                                         |

|  | Asiaceratops                                                                                            |
|  | |
|  | Graciliceratops                                                                                         |
|  | |
|  | \| \| Protoceratops, Bagaceratops \| \| \| \| \| \| Zuniceratops, Centrosaurus, Triceratops \| \| \| \| |
|  | |
|  | Leptoceratopsidae                                                                                       |
|  | |
|  | Protoceratops, Bagaceratops                                                                             |
|  | |
|  | Zuniceratops, Centrosaurus, Triceratops                                                                 |
|  | |

|  | Protoceratops, Bagaceratops             |
|  |                                         |
|  | Zuniceratops, Centrosaurus, Triceratops |
|  |                                         |

|  | Asiaceratops                                                                                            |
|  | |
|  | Graciliceratops                                                                                         |
|  | |
|  | \| \| Protoceratops, Bagaceratops \| \| \| \| \| \| Zuniceratops, Centrosaurus, Triceratops \| \| \| \| |
|  | |
|  | Leptoceratopsidae                                                                                       |
|  | |
|  | Protoceratops, Bagaceratops                                                                             |
|  | |
|  | Zuniceratops, Centrosaurus, Triceratops                                                                 |
|  | |

|  | Protoceratops, Bagaceratops             |
|  |                                         |
|  | Zuniceratops, Centrosaurus, Triceratops |
|  |                                         |

|  | Orodromeus         |
|  |                    |
|  | Agilisaurus        |
|  |                    |
|  | Haya, Jeholosaurus |
|  |                    |

|                  | Psittacosaurus |
|                  | |
| Chaoyangsauridae | \| \| Chaoyangsaurus \| \| \| \| \| \| Hualianceratops \| \| \| \| \| \| Yinlong \| \| \| \| \| \| Xuanhuaceratops \| \| \| \| |
|                  | \| \| Chaoyangsaurus \| \| \| \| \| \| Hualianceratops \| \| \| \| \| \| Yinlong \| \| \| \| \| \| Xuanhuaceratops \| \| \| \| |
|                  | Chaoyangsaurus |
|                  | |
|                  | Hualianceratops |
|                  | |
|                  | Yinlong |
|                  | |
|                  | Xuanhuaceratops |
|                  | |

|  | Chaoyangsaurus  |
|  |                 |
|  | Hualianceratops |
|  |                 |
|  | Yinlong         |
|  |                 |
|  | Xuanhuaceratops |
|  |                 |

|  | Asiaceratops                                                                                            |
|  | |
|  | Graciliceratops                                                                                         |
|  | |
|  | \| \| Protoceratops, Bagaceratops \| \| \| \| \| \| Zuniceratops, Centrosaurus, Triceratops \| \| \| \| |
|  | |
|  | Leptoceratopsidae                                                                                       |
|  | |
|  | Protoceratops, Bagaceratops                                                                             |
|  | |
|  | Zuniceratops, Centrosaurus, Triceratops                                                                 |
|  | |

|  | Protoceratops, Bagaceratops             |
|  |                                         |
|  | Zuniceratops, Centrosaurus, Triceratops |
|  |                                         |

|  | Asiaceratops                                                                                            |
|  | |
|  | Graciliceratops                                                                                         |
|  | |
|  | \| \| Protoceratops, Bagaceratops \| \| \| \| \| \| Zuniceratops, Centrosaurus, Triceratops \| \| \| \| |
|  | |
|  | Leptoceratopsidae                                                                                       |
|  | |
|  | Protoceratops, Bagaceratops                                                                             |
|  | |
|  | Zuniceratops, Centrosaurus, Triceratops                                                                 |
|  | |

|  | Protoceratops, Bagaceratops             |
|  |                                         |
|  | Zuniceratops, Centrosaurus, Triceratops |
|  |                                         |

|  | Asiaceratops                                                                                            |
|  | |
|  | Graciliceratops                                                                                         |
|  | |
|  | \| \| Protoceratops, Bagaceratops \| \| \| \| \| \| Zuniceratops, Centrosaurus, Triceratops \| \| \| \| |
|  | |
|  | Leptoceratopsidae                                                                                       |
|  | |
|  | Protoceratops, Bagaceratops                                                                             |
|  | |
|  | Zuniceratops, Centrosaurus, Triceratops                                                                 |
|  | |

|  | Protoceratops, Bagaceratops             |
|  |                                         |
|  | Zuniceratops, Centrosaurus, Triceratops |
|  |                                         |

|  | Asiaceratops                                                                                            |
|  | |
|  | Graciliceratops                                                                                         |
|  | |
|  | \| \| Protoceratops, Bagaceratops \| \| \| \| \| \| Zuniceratops, Centrosaurus, Triceratops \| \| \| \| |
|  | |
|  | Leptoceratopsidae                                                                                       |
|  | |
|  | Protoceratops, Bagaceratops                                                                             |
|  | |
|  | Zuniceratops, Centrosaurus, Triceratops                                                                 |
|  | |

|  | Protoceratops, Bagaceratops             |
|  |                                         |
|  | Zuniceratops, Centrosaurus, Triceratops |
|  |                                         |

|  | Asiaceratops                                                                                            |
|  | |
|  | Graciliceratops                                                                                         |
|  | |
|  | \| \| Protoceratops, Bagaceratops \| \| \| \| \| \| Zuniceratops, Centrosaurus, Triceratops \| \| \| \| |
|  | |
|  | Leptoceratopsidae                                                                                       |
|  | |
|  | Protoceratops, Bagaceratops                                                                             |
|  | |
|  | Zuniceratops, Centrosaurus, Triceratops                                                                 |
|  | |

|  | Protoceratops, Bagaceratops             |
|  |                                         |
|  | Zuniceratops, Centrosaurus, Triceratops |
|  |                                         |

|  | Asiaceratops                                                                                            |
|  | |
|  | Graciliceratops                                                                                         |
|  | |
|  | \| \| Protoceratops, Bagaceratops \| \| \| \| \| \| Zuniceratops, Centrosaurus, Triceratops \| \| \| \| |
|  | |
|  | Leptoceratopsidae                                                                                       |
|  | |
|  | Protoceratops, Bagaceratops                                                                             |
|  | |
|  | Zuniceratops, Centrosaurus, Triceratops                                                                 |
|  | |

|  | Protoceratops, Bagaceratops             |
|  |                                         |
|  | Zuniceratops, Centrosaurus, Triceratops |
|  |                                         |

|  | Asiaceratops                                                                                            |
|  | |
|  | Graciliceratops                                                                                         |
|  | |
|  | \| \| Protoceratops, Bagaceratops \| \| \| \| \| \| Zuniceratops, Centrosaurus, Triceratops \| \| \| \| |
|  | |
|  | Leptoceratopsidae                                                                                       |
|  | |
|  | Protoceratops, Bagaceratops                                                                             |
|  | |
|  | Zuniceratops, Centrosaurus, Triceratops                                                                 |
|  | |

|  | Protoceratops, Bagaceratops             |
|  |                                         |
|  | Zuniceratops, Centrosaurus, Triceratops |
|  |                                         |

|  | Asiaceratops                                                                                            |
|  | |
|  | Graciliceratops                                                                                         |
|  | |
|  | \| \| Protoceratops, Bagaceratops \| \| \| \| \| \| Zuniceratops, Centrosaurus, Triceratops \| \| \| \| |
|  | |
|  | Leptoceratopsidae                                                                                       |
|  | |
|  | Protoceratops, Bagaceratops                                                                             |
|  | |
|  | Zuniceratops, Centrosaurus, Triceratops                                                                 |
|  | |

|  | Protoceratops, Bagaceratops             |
|  |                                         |
|  | Zuniceratops, Centrosaurus, Triceratops |
|  |                                         |

|                  | Psittacosaurus |
|                  | |
| Chaoyangsauridae | \| \| Chaoyangsaurus \| \| \| \| \| \| Hualianceratops \| \| \| \| \| \| Yinlong \| \| \| \| \| \| Xuanhuaceratops \| \| \| \| |
|                  | \| \| Chaoyangsaurus \| \| \| \| \| \| Hualianceratops \| \| \| \| \| \| Yinlong \| \| \| \| \| \| Xuanhuaceratops \| \| \| \| |
|                  | Chaoyangsaurus |
|                  | |
|                  | Hualianceratops |
|                  | |
|                  | Yinlong |
|                  | |
|                  | Xuanhuaceratops |
|                  | |

|  | Chaoyangsaurus  |
|  |                 |
|  | Hualianceratops |
|  |                 |
|  | Yinlong         |
|  |                 |
|  | Xuanhuaceratops |
|  |                 |

|  | Asiaceratops                                                                                            |
|  | |
|  | Graciliceratops                                                                                         |
|  | |
|  | \| \| Protoceratops, Bagaceratops \| \| \| \| \| \| Zuniceratops, Centrosaurus, Triceratops \| \| \| \| |
|  | |
|  | Leptoceratopsidae                                                                                       |
|  | |
|  | Protoceratops, Bagaceratops                                                                             |
|  | |
|  | Zuniceratops, Centrosaurus, Triceratops                                                                 |
|  | |

|  | Protoceratops, Bagaceratops             |
|  |                                         |
|  | Zuniceratops, Centrosaurus, Triceratops |
|  |                                         |

|  | Asiaceratops                                                                                            |
|  | |
|  | Graciliceratops                                                                                         |
|  | |
|  | \| \| Protoceratops, Bagaceratops \| \| \| \| \| \| Zuniceratops, Centrosaurus, Triceratops \| \| \| \| |
|  | |
|  | Leptoceratopsidae                                                                                       |
|  | |
|  | Protoceratops, Bagaceratops                                                                             |
|  | |
|  | Zuniceratops, Centrosaurus, Triceratops                                                                 |
|  | |

|  | Protoceratops, Bagaceratops             |
|  |                                         |
|  | Zuniceratops, Centrosaurus, Triceratops |
|  |                                         |

|  | Asiaceratops                                                                                            |
|  | |
|  | Graciliceratops                                                                                         |
|  | |
|  | \| \| Protoceratops, Bagaceratops \| \| \| \| \| \| Zuniceratops, Centrosaurus, Triceratops \| \| \| \| |
|  | |
|  | Leptoceratopsidae                                                                                       |
|  | |
|  | Protoceratops, Bagaceratops                                                                             |
|  | |
|  | Zuniceratops, Centrosaurus, Triceratops                                                                 |
|  | |

|  | Protoceratops, Bagaceratops             |
|  |                                         |
|  | Zuniceratops, Centrosaurus, Triceratops |
|  |                                         |

|  | Asiaceratops                                                                                            |
|  | |
|  | Graciliceratops                                                                                         |
|  | |
|  | \| \| Protoceratops, Bagaceratops \| \| \| \| \| \| Zuniceratops, Centrosaurus, Triceratops \| \| \| \| |
|  | |
|  | Leptoceratopsidae                                                                                       |
|  | |
|  | Protoceratops, Bagaceratops                                                                             |
|  | |
|  | Zuniceratops, Centrosaurus, Triceratops                                                                 |
|  | |

|  | Protoceratops, Bagaceratops             |
|  |                                         |
|  | Zuniceratops, Centrosaurus, Triceratops |
|  |                                         |

|  | Asiaceratops                                                                                            |
|  | |
|  | Graciliceratops                                                                                         |
|  | |
|  | \| \| Protoceratops, Bagaceratops \| \| \| \| \| \| Zuniceratops, Centrosaurus, Triceratops \| \| \| \| |
|  | |
|  | Leptoceratopsidae                                                                                       |
|  | |
|  | Protoceratops, Bagaceratops                                                                             |
|  | |
|  | Zuniceratops, Centrosaurus, Triceratops                                                                 |
|  | |

|  | Protoceratops, Bagaceratops             |
|  |                                         |
|  | Zuniceratops, Centrosaurus, Triceratops |
|  |                                         |

|  | Asiaceratops                                                                                            |
|  | |
|  | Graciliceratops                                                                                         |
|  | |
|  | \| \| Protoceratops, Bagaceratops \| \| \| \| \| \| Zuniceratops, Centrosaurus, Triceratops \| \| \| \| |
|  | |
|  | Leptoceratopsidae                                                                                       |
|  | |
|  | Protoceratops, Bagaceratops                                                                             |
|  | |
|  | Zuniceratops, Centrosaurus, Triceratops                                                                 |
|  | |

|  | Protoceratops, Bagaceratops             |
|  |                                         |
|  | Zuniceratops, Centrosaurus, Triceratops |
|  |                                         |

|  | Asiaceratops                                                                                            |
|  | |
|  | Graciliceratops                                                                                         |
|  | |
|  | \| \| Protoceratops, Bagaceratops \| \| \| \| \| \| Zuniceratops, Centrosaurus, Triceratops \| \| \| \| |
|  | |
|  | Leptoceratopsidae                                                                                       |
|  | |
|  | Protoceratops, Bagaceratops                                                                             |
|  | |
|  | Zuniceratops, Centrosaurus, Triceratops                                                                 |
|  | |

|  | Protoceratops, Bagaceratops             |
|  |                                         |
|  | Zuniceratops, Centrosaurus, Triceratops |
|  |                                         |

|  | Asiaceratops                                                                                            |
|  | |
|  | Graciliceratops                                                                                         |
|  | |
|  | \| \| Protoceratops, Bagaceratops \| \| \| \| \| \| Zuniceratops, Centrosaurus, Triceratops \| \| \| \| |
|  | |
|  | Leptoceratopsidae                                                                                       |
|  | |
|  | Protoceratops, Bagaceratops                                                                             |
|  | |
|  | Zuniceratops, Centrosaurus, Triceratops                                                                 |
|  | |

|  | Protoceratops, Bagaceratops             |
|  |                                         |
|  | Zuniceratops, Centrosaurus, Triceratops |
|  |                                         |

|                  | Psittacosaurus |
|                  | |
| Chaoyangsauridae | \| \| Chaoyangsaurus \| \| \| \| \| \| Hualianceratops \| \| \| \| \| \| Yinlong \| \| \| \| \| \| Xuanhuaceratops \| \| \| \| |
|                  | \| \| Chaoyangsaurus \| \| \| \| \| \| Hualianceratops \| \| \| \| \| \| Yinlong \| \| \| \| \| \| Xuanhuaceratops \| \| \| \| |
|                  | Chaoyangsaurus |
|                  | |
|                  | Hualianceratops |
|                  | |
|                  | Yinlong |
|                  | |
|                  | Xuanhuaceratops |
|                  | |

|  | Chaoyangsaurus  |
|  |                 |
|  | Hualianceratops |
|  |                 |
|  | Yinlong         |
|  |                 |
|  | Xuanhuaceratops |
|  |                 |

|  | Asiaceratops                                                                                            |
|  | |
|  | Graciliceratops                                                                                         |
|  | |
|  | \| \| Protoceratops, Bagaceratops \| \| \| \| \| \| Zuniceratops, Centrosaurus, Triceratops \| \| \| \| |
|  | |
|  | Leptoceratopsidae                                                                                       |
|  | |
|  | Protoceratops, Bagaceratops                                                                             |
|  | |
|  | Zuniceratops, Centrosaurus, Triceratops                                                                 |
|  | |

|  | Protoceratops, Bagaceratops             |
|  |                                         |
|  | Zuniceratops, Centrosaurus, Triceratops |
|  |                                         |

|  | Asiaceratops                                                                                            |
|  | |
|  | Graciliceratops                                                                                         |
|  | |
|  | \| \| Protoceratops, Bagaceratops \| \| \| \| \| \| Zuniceratops, Centrosaurus, Triceratops \| \| \| \| |
|  | |
|  | Leptoceratopsidae                                                                                       |
|  | |
|  | Protoceratops, Bagaceratops                                                                             |
|  | |
|  | Zuniceratops, Centrosaurus, Triceratops                                                                 |
|  | |

|  | Protoceratops, Bagaceratops             |
|  |                                         |
|  | Zuniceratops, Centrosaurus, Triceratops |
|  |                                         |

|  | Asiaceratops                                                                                            |
|  | |
|  | Graciliceratops                                                                                         |
|  | |
|  | \| \| Protoceratops, Bagaceratops \| \| \| \| \| \| Zuniceratops, Centrosaurus, Triceratops \| \| \| \| |
|  | |
|  | Leptoceratopsidae                                                                                       |
|  | |
|  | Protoceratops, Bagaceratops                                                                             |
|  | |
|  | Zuniceratops, Centrosaurus, Triceratops                                                                 |
|  | |

|  | Protoceratops, Bagaceratops             |
|  |                                         |
|  | Zuniceratops, Centrosaurus, Triceratops |
|  |                                         |

|  | Asiaceratops                                                                                            |
|  | |
|  | Graciliceratops                                                                                         |
|  | |
|  | \| \| Protoceratops, Bagaceratops \| \| \| \| \| \| Zuniceratops, Centrosaurus, Triceratops \| \| \| \| |
|  | |
|  | Leptoceratopsidae                                                                                       |
|  | |
|  | Protoceratops, Bagaceratops                                                                             |
|  | |
|  | Zuniceratops, Centrosaurus, Triceratops                                                                 |
|  | |

|  | Protoceratops, Bagaceratops             |
|  |                                         |
|  | Zuniceratops, Centrosaurus, Triceratops |
|  |                                         |

|  | Asiaceratops                                                                                            |
|  | |
|  | Graciliceratops                                                                                         |
|  | |
|  | \| \| Protoceratops, Bagaceratops \| \| \| \| \| \| Zuniceratops, Centrosaurus, Triceratops \| \| \| \| |
|  | |
|  | Leptoceratopsidae                                                                                       |
|  | |
|  | Protoceratops, Bagaceratops                                                                             |
|  | |
|  | Zuniceratops, Centrosaurus, Triceratops                                                                 |
|  | |

|  | Protoceratops, Bagaceratops             |
|  |                                         |
|  | Zuniceratops, Centrosaurus, Triceratops |
|  |                                         |

|  | Asiaceratops                                                                                            |
|  | |
|  | Graciliceratops                                                                                         |
|  | |
|  | \| \| Protoceratops, Bagaceratops \| \| \| \| \| \| Zuniceratops, Centrosaurus, Triceratops \| \| \| \| |
|  | |
|  | Leptoceratopsidae                                                                                       |
|  | |
|  | Protoceratops, Bagaceratops                                                                             |
|  | |
|  | Zuniceratops, Centrosaurus, Triceratops                                                                 |
|  | |

|  | Protoceratops, Bagaceratops             |
|  |                                         |
|  | Zuniceratops, Centrosaurus, Triceratops |
|  |                                         |

|  | Asiaceratops                                                                                            |
|  | |
|  | Graciliceratops                                                                                         |
|  | |
|  | \| \| Protoceratops, Bagaceratops \| \| \| \| \| \| Zuniceratops, Centrosaurus, Triceratops \| \| \| \| |
|  | |
|  | Leptoceratopsidae                                                                                       |
|  | |
|  | Protoceratops, Bagaceratops                                                                             |
|  | |
|  | Zuniceratops, Centrosaurus, Triceratops                                                                 |
|  | |

|  | Protoceratops, Bagaceratops             |
|  |                                         |
|  | Zuniceratops, Centrosaurus, Triceratops |
|  |                                         |

|  | Asiaceratops                                                                                            |
|  | |
|  | Graciliceratops                                                                                         |
|  | |
|  | \| \| Protoceratops, Bagaceratops \| \| \| \| \| \| Zuniceratops, Centrosaurus, Triceratops \| \| \| \| |
|  | |
|  | Leptoceratopsidae                                                                                       |
|  | |
|  | Protoceratops, Bagaceratops                                                                             |
|  | |
|  | Zuniceratops, Centrosaurus, Triceratops                                                                 |
|  | |

|  | Protoceratops, Bagaceratops             |
|  |                                         |
|  | Zuniceratops, Centrosaurus, Triceratops |
|  |                                         |

|                  | Psittacosaurus |
|                  | |
| Chaoyangsauridae | \| \| Chaoyangsaurus \| \| \| \| \| \| Hualianceratops \| \| \| \| \| \| Yinlong \| \| \| \| \| \| Xuanhuaceratops \| \| \| \| |
|                  | \| \| Chaoyangsaurus \| \| \| \| \| \| Hualianceratops \| \| \| \| \| \| Yinlong \| \| \| \| \| \| Xuanhuaceratops \| \| \| \| |
|                  | Chaoyangsaurus |
|                  | |
|                  | Hualianceratops |
|                  | |
|                  | Yinlong |
|                  | |
|                  | Xuanhuaceratops |
|                  | |

|  | Chaoyangsaurus  |
|  |                 |
|  | Hualianceratops |
|  |                 |
|  | Yinlong         |
|  |                 |
|  | Xuanhuaceratops |
|  |                 |

|  | Asiaceratops                                                                                            |
|  | |
|  | Graciliceratops                                                                                         |
|  | |
|  | \| \| Protoceratops, Bagaceratops \| \| \| \| \| \| Zuniceratops, Centrosaurus, Triceratops \| \| \| \| |
|  | |
|  | Leptoceratopsidae                                                                                       |
|  | |
|  | Protoceratops, Bagaceratops                                                                             |
|  | |
|  | Zuniceratops, Centrosaurus, Triceratops                                                                 |
|  | |

|  | Protoceratops, Bagaceratops             |
|  |                                         |
|  | Zuniceratops, Centrosaurus, Triceratops |
|  |                                         |

|  | Asiaceratops                                                                                            |
|  | |
|  | Graciliceratops                                                                                         |
|  | |
|  | \| \| Protoceratops, Bagaceratops \| \| \| \| \| \| Zuniceratops, Centrosaurus, Triceratops \| \| \| \| |
|  | |
|  | Leptoceratopsidae                                                                                       |
|  | |
|  | Protoceratops, Bagaceratops                                                                             |
|  | |
|  | Zuniceratops, Centrosaurus, Triceratops                                                                 |
|  | |

|  | Protoceratops, Bagaceratops             |
|  |                                         |
|  | Zuniceratops, Centrosaurus, Triceratops |
|  |                                         |

|  | Asiaceratops                                                                                            |
|  | |
|  | Graciliceratops                                                                                         |
|  | |
|  | \| \| Protoceratops, Bagaceratops \| \| \| \| \| \| Zuniceratops, Centrosaurus, Triceratops \| \| \| \| |
|  | |
|  | Leptoceratopsidae                                                                                       |
|  | |
|  | Protoceratops, Bagaceratops                                                                             |
|  | |
|  | Zuniceratops, Centrosaurus, Triceratops                                                                 |
|  | |

|  | Protoceratops, Bagaceratops             |
|  |                                         |
|  | Zuniceratops, Centrosaurus, Triceratops |
|  |                                         |

|  | Asiaceratops                                                                                            |
|  | |
|  | Graciliceratops                                                                                         |
|  | |
|  | \| \| Protoceratops, Bagaceratops \| \| \| \| \| \| Zuniceratops, Centrosaurus, Triceratops \| \| \| \| |
|  | |
|  | Leptoceratopsidae                                                                                       |
|  | |
|  | Protoceratops, Bagaceratops                                                                             |
|  | |
|  | Zuniceratops, Centrosaurus, Triceratops                                                                 |
|  | |

|  | Protoceratops, Bagaceratops             |
|  |                                         |
|  | Zuniceratops, Centrosaurus, Triceratops |
|  |                                         |

|  | Asiaceratops                                                                                            |
|  | |
|  | Graciliceratops                                                                                         |
|  | |
|  | \| \| Protoceratops, Bagaceratops \| \| \| \| \| \| Zuniceratops, Centrosaurus, Triceratops \| \| \| \| |
|  | |
|  | Leptoceratopsidae                                                                                       |
|  | |
|  | Protoceratops, Bagaceratops                                                                             |
|  | |
|  | Zuniceratops, Centrosaurus, Triceratops                                                                 |
|  | |

|  | Protoceratops, Bagaceratops             |
|  |                                         |
|  | Zuniceratops, Centrosaurus, Triceratops |
|  |                                         |

|  | Asiaceratops                                                                                            |
|  | |
|  | Graciliceratops                                                                                         |
|  | |
|  | \| \| Protoceratops, Bagaceratops \| \| \| \| \| \| Zuniceratops, Centrosaurus, Triceratops \| \| \| \| |
|  | |
|  | Leptoceratopsidae                                                                                       |
|  | |
|  | Protoceratops, Bagaceratops                                                                             |
|  | |
|  | Zuniceratops, Centrosaurus, Triceratops                                                                 |
|  | |

|  | Protoceratops, Bagaceratops             |
|  |                                         |
|  | Zuniceratops, Centrosaurus, Triceratops |
|  |                                         |

|  | Asiaceratops                                                                                            |
|  | |
|  | Graciliceratops                                                                                         |
|  | |
|  | \| \| Protoceratops, Bagaceratops \| \| \| \| \| \| Zuniceratops, Centrosaurus, Triceratops \| \| \| \| |
|  | |
|  | Leptoceratopsidae                                                                                       |
|  | |
|  | Protoceratops, Bagaceratops                                                                             |
|  | |
|  | Zuniceratops, Centrosaurus, Triceratops                                                                 |
|  | |

|  | Protoceratops, Bagaceratops             |
|  |                                         |
|  | Zuniceratops, Centrosaurus, Triceratops |
|  |                                         |

|  | Asiaceratops                                                                                            |
|  | |
|  | Graciliceratops                                                                                         |
|  | |
|  | \| \| Protoceratops, Bagaceratops \| \| \| \| \| \| Zuniceratops, Centrosaurus, Triceratops \| \| \| \| |
|  | |
|  | Leptoceratopsidae                                                                                       |
|  | |
|  | Protoceratops, Bagaceratops                                                                             |
|  | |
|  | Zuniceratops, Centrosaurus, Triceratops                                                                 |
|  | |

|  | Protoceratops, Bagaceratops             |
|  |                                         |
|  | Zuniceratops, Centrosaurus, Triceratops |
|  |                                         |

|  | Orodromeus         |
|  |                    |
|  | Agilisaurus        |
|  |                    |
|  | Haya, Jeholosaurus |
|  |                    |

|                  | Psittacosaurus |
|                  | |
| Chaoyangsauridae | \| \| Chaoyangsaurus \| \| \| \| \| \| Hualianceratops \| \| \| \| \| \| Yinlong \| \| \| \| \| \| Xuanhuaceratops \| \| \| \| |
|                  | \| \| Chaoyangsaurus \| \| \| \| \| \| Hualianceratops \| \| \| \| \| \| Yinlong \| \| \| \| \| \| Xuanhuaceratops \| \| \| \| |
|                  | Chaoyangsaurus |
|                  | |
|                  | Hualianceratops |
|                  | |
|                  | Yinlong |
|                  | |
|                  | Xuanhuaceratops |
|                  | |

|  | Chaoyangsaurus  |
|  |                 |
|  | Hualianceratops |
|  |                 |
|  | Yinlong         |
|  |                 |
|  | Xuanhuaceratops |
|  |                 |

|  | Asiaceratops                                                                                            |
|  | |
|  | Graciliceratops                                                                                         |
|  | |
|  | \| \| Protoceratops, Bagaceratops \| \| \| \| \| \| Zuniceratops, Centrosaurus, Triceratops \| \| \| \| |
|  | |
|  | Leptoceratopsidae                                                                                       |
|  | |
|  | Protoceratops, Bagaceratops                                                                             |
|  | |
|  | Zuniceratops, Centrosaurus, Triceratops                                                                 |
|  | |

|  | Protoceratops, Bagaceratops             |
|  |                                         |
|  | Zuniceratops, Centrosaurus, Triceratops |
|  |                                         |

|  | Asiaceratops                                                                                            |
|  | |
|  | Graciliceratops                                                                                         |
|  | |
|  | \| \| Protoceratops, Bagaceratops \| \| \| \| \| \| Zuniceratops, Centrosaurus, Triceratops \| \| \| \| |
|  | |
|  | Leptoceratopsidae                                                                                       |
|  | |
|  | Protoceratops, Bagaceratops                                                                             |
|  | |
|  | Zuniceratops, Centrosaurus, Triceratops                                                                 |
|  | |

|  | Protoceratops, Bagaceratops             |
|  |                                         |
|  | Zuniceratops, Centrosaurus, Triceratops |
|  |                                         |

|  | Asiaceratops                                                                                            |
|  | |
|  | Graciliceratops                                                                                         |
|  | |
|  | \| \| Protoceratops, Bagaceratops \| \| \| \| \| \| Zuniceratops, Centrosaurus, Triceratops \| \| \| \| |
|  | |
|  | Leptoceratopsidae                                                                                       |
|  | |
|  | Protoceratops, Bagaceratops                                                                             |
|  | |
|  | Zuniceratops, Centrosaurus, Triceratops                                                                 |
|  | |

|  | Protoceratops, Bagaceratops             |
|  |                                         |
|  | Zuniceratops, Centrosaurus, Triceratops |
|  |                                         |

|  | Asiaceratops                                                                                            |
|  | |
|  | Graciliceratops                                                                                         |
|  | |
|  | \| \| Protoceratops, Bagaceratops \| \| \| \| \| \| Zuniceratops, Centrosaurus, Triceratops \| \| \| \| |
|  | |
|  | Leptoceratopsidae                                                                                       |
|  | |
|  | Protoceratops, Bagaceratops                                                                             |
|  | |
|  | Zuniceratops, Centrosaurus, Triceratops                                                                 |
|  | |

|  | Protoceratops, Bagaceratops             |
|  |                                         |
|  | Zuniceratops, Centrosaurus, Triceratops |
|  |                                         |

|  | Asiaceratops                                                                                            |
|  | |
|  | Graciliceratops                                                                                         |
|  | |
|  | \| \| Protoceratops, Bagaceratops \| \| \| \| \| \| Zuniceratops, Centrosaurus, Triceratops \| \| \| \| |
|  | |
|  | Leptoceratopsidae                                                                                       |
|  | |
|  | Protoceratops, Bagaceratops                                                                             |
|  | |
|  | Zuniceratops, Centrosaurus, Triceratops                                                                 |
|  | |

|  | Protoceratops, Bagaceratops             |
|  |                                         |
|  | Zuniceratops, Centrosaurus, Triceratops |
|  |                                         |

|  | Asiaceratops                                                                                            |
|  | |
|  | Graciliceratops                                                                                         |
|  | |
|  | \| \| Protoceratops, Bagaceratops \| \| \| \| \| \| Zuniceratops, Centrosaurus, Triceratops \| \| \| \| |
|  | |
|  | Leptoceratopsidae                                                                                       |
|  | |
|  | Protoceratops, Bagaceratops                                                                             |
|  | |
|  | Zuniceratops, Centrosaurus, Triceratops                                                                 |
|  | |

|  | Protoceratops, Bagaceratops             |
|  |                                         |
|  | Zuniceratops, Centrosaurus, Triceratops |
|  |                                         |

|  | Asiaceratops                                                                                            |
|  | |
|  | Graciliceratops                                                                                         |
|  | |
|  | \| \| Protoceratops, Bagaceratops \| \| \| \| \| \| Zuniceratops, Centrosaurus, Triceratops \| \| \| \| |
|  | |
|  | Leptoceratopsidae                                                                                       |
|  | |
|  | Protoceratops, Bagaceratops                                                                             |
|  | |
|  | Zuniceratops, Centrosaurus, Triceratops                                                                 |
|  | |

|  | Protoceratops, Bagaceratops             |
|  |                                         |
|  | Zuniceratops, Centrosaurus, Triceratops |
|  |                                         |

|  | Asiaceratops                                                                                            |
|  | |
|  | Graciliceratops                                                                                         |
|  | |
|  | \| \| Protoceratops, Bagaceratops \| \| \| \| \| \| Zuniceratops, Centrosaurus, Triceratops \| \| \| \| |
|  | |
|  | Leptoceratopsidae                                                                                       |
|  | |
|  | Protoceratops, Bagaceratops                                                                             |
|  | |
|  | Zuniceratops, Centrosaurus, Triceratops                                                                 |
|  | |

|  | Protoceratops, Bagaceratops             |
|  |                                         |
|  | Zuniceratops, Centrosaurus, Triceratops |
|  |                                         |

|                  | Psittacosaurus |
|                  | |
| Chaoyangsauridae | \| \| Chaoyangsaurus \| \| \| \| \| \| Hualianceratops \| \| \| \| \| \| Yinlong \| \| \| \| \| \| Xuanhuaceratops \| \| \| \| |
|                  | \| \| Chaoyangsaurus \| \| \| \| \| \| Hualianceratops \| \| \| \| \| \| Yinlong \| \| \| \| \| \| Xuanhuaceratops \| \| \| \| |
|                  | Chaoyangsaurus |
|                  | |
|                  | Hualianceratops |
|                  | |
|                  | Yinlong |
|                  | |
|                  | Xuanhuaceratops |
|                  | |

|  | Chaoyangsaurus  |
|  |                 |
|  | Hualianceratops |
|  |                 |
|  | Yinlong         |
|  |                 |
|  | Xuanhuaceratops |
|  |                 |

|  | Asiaceratops                                                                                            |
|  | |
|  | Graciliceratops                                                                                         |
|  | |
|  | \| \| Protoceratops, Bagaceratops \| \| \| \| \| \| Zuniceratops, Centrosaurus, Triceratops \| \| \| \| |
|  | |
|  | Leptoceratopsidae                                                                                       |
|  | |
|  | Protoceratops, Bagaceratops                                                                             |
|  | |
|  | Zuniceratops, Centrosaurus, Triceratops                                                                 |
|  | |

|  | Protoceratops, Bagaceratops             |
|  |                                         |
|  | Zuniceratops, Centrosaurus, Triceratops |
|  |                                         |

|  | Asiaceratops                                                                                            |
|  | |
|  | Graciliceratops                                                                                         |
|  | |
|  | \| \| Protoceratops, Bagaceratops \| \| \| \| \| \| Zuniceratops, Centrosaurus, Triceratops \| \| \| \| |
|  | |
|  | Leptoceratopsidae                                                                                       |
|  | |
|  | Protoceratops, Bagaceratops                                                                             |
|  | |
|  | Zuniceratops, Centrosaurus, Triceratops                                                                 |
|  | |

|  | Protoceratops, Bagaceratops             |
|  |                                         |
|  | Zuniceratops, Centrosaurus, Triceratops |
|  |                                         |

|  | Asiaceratops                                                                                            |
|  | |
|  | Graciliceratops                                                                                         |
|  | |
|  | \| \| Protoceratops, Bagaceratops \| \| \| \| \| \| Zuniceratops, Centrosaurus, Triceratops \| \| \| \| |
|  | |
|  | Leptoceratopsidae                                                                                       |
|  | |
|  | Protoceratops, Bagaceratops                                                                             |
|  | |
|  | Zuniceratops, Centrosaurus, Triceratops                                                                 |
|  | |

|  | Protoceratops, Bagaceratops             |
|  |                                         |
|  | Zuniceratops, Centrosaurus, Triceratops |
|  |                                         |

|  | Asiaceratops                                                                                            |
|  | |
|  | Graciliceratops                                                                                         |
|  | |
|  | \| \| Protoceratops, Bagaceratops \| \| \| \| \| \| Zuniceratops, Centrosaurus, Triceratops \| \| \| \| |
|  | |
|  | Leptoceratopsidae                                                                                       |
|  | |
|  | Protoceratops, Bagaceratops                                                                             |
|  | |
|  | Zuniceratops, Centrosaurus, Triceratops                                                                 |
|  | |

|  | Protoceratops, Bagaceratops             |
|  |                                         |
|  | Zuniceratops, Centrosaurus, Triceratops |
|  |                                         |

|  | Asiaceratops                                                                                            |
|  | |
|  | Graciliceratops                                                                                         |
|  | |
|  | \| \| Protoceratops, Bagaceratops \| \| \| \| \| \| Zuniceratops, Centrosaurus, Triceratops \| \| \| \| |
|  | |
|  | Leptoceratopsidae                                                                                       |
|  | |
|  | Protoceratops, Bagaceratops                                                                             |
|  | |
|  | Zuniceratops, Centrosaurus, Triceratops                                                                 |
|  | |

|  | Protoceratops, Bagaceratops             |
|  |                                         |
|  | Zuniceratops, Centrosaurus, Triceratops |
|  |                                         |

|  | Asiaceratops                                                                                            |
|  | |
|  | Graciliceratops                                                                                         |
|  | |
|  | \| \| Protoceratops, Bagaceratops \| \| \| \| \| \| Zuniceratops, Centrosaurus, Triceratops \| \| \| \| |
|  | |
|  | Leptoceratopsidae                                                                                       |
|  | |
|  | Protoceratops, Bagaceratops                                                                             |
|  | |
|  | Zuniceratops, Centrosaurus, Triceratops                                                                 |
|  | |

|  | Protoceratops, Bagaceratops             |
|  |                                         |
|  | Zuniceratops, Centrosaurus, Triceratops |
|  |                                         |

|  | Asiaceratops                                                                                            |
|  | |
|  | Graciliceratops                                                                                         |
|  | |
|  | \| \| Protoceratops, Bagaceratops \| \| \| \| \| \| Zuniceratops, Centrosaurus, Triceratops \| \| \| \| |
|  | |
|  | Leptoceratopsidae                                                                                       |
|  | |
|  | Protoceratops, Bagaceratops                                                                             |
|  | |
|  | Zuniceratops, Centrosaurus, Triceratops                                                                 |
|  | |

|  | Protoceratops, Bagaceratops             |
|  |                                         |
|  | Zuniceratops, Centrosaurus, Triceratops |
|  |                                         |

|  | Asiaceratops                                                                                            |
|  | |
|  | Graciliceratops                                                                                         |
|  | |
|  | \| \| Protoceratops, Bagaceratops \| \| \| \| \| \| Zuniceratops, Centrosaurus, Triceratops \| \| \| \| |
|  | |
|  | Leptoceratopsidae                                                                                       |
|  | |
|  | Protoceratops, Bagaceratops                                                                             |
|  | |
|  | Zuniceratops, Centrosaurus, Triceratops                                                                 |
|  | |

|  | Protoceratops, Bagaceratops             |
|  |                                         |
|  | Zuniceratops, Centrosaurus, Triceratops |
|  |                                         |

|                  | Psittacosaurus |
|                  | |
| Chaoyangsauridae | \| \| Chaoyangsaurus \| \| \| \| \| \| Hualianceratops \| \| \| \| \| \| Yinlong \| \| \| \| \| \| Xuanhuaceratops \| \| \| \| |
|                  | \| \| Chaoyangsaurus \| \| \| \| \| \| Hualianceratops \| \| \| \| \| \| Yinlong \| \| \| \| \| \| Xuanhuaceratops \| \| \| \| |
|                  | Chaoyangsaurus |
|                  | |
|                  | Hualianceratops |
|                  | |
|                  | Yinlong |
|                  | |
|                  | Xuanhuaceratops |
|                  | |

|  | Chaoyangsaurus  |
|  |                 |
|  | Hualianceratops |
|  |                 |
|  | Yinlong         |
|  |                 |
|  | Xuanhuaceratops |
|  |                 |

|  | Asiaceratops                                                                                            |
|  | |
|  | Graciliceratops                                                                                         |
|  | |
|  | \| \| Protoceratops, Bagaceratops \| \| \| \| \| \| Zuniceratops, Centrosaurus, Triceratops \| \| \| \| |
|  | |
|  | Leptoceratopsidae                                                                                       |
|  | |
|  | Protoceratops, Bagaceratops                                                                             |
|  | |
|  | Zuniceratops, Centrosaurus, Triceratops                                                                 |
|  | |

|  | Protoceratops, Bagaceratops             |
|  |                                         |
|  | Zuniceratops, Centrosaurus, Triceratops |
|  |                                         |

|  | Asiaceratops                                                                                            |
|  | |
|  | Graciliceratops                                                                                         |
|  | |
|  | \| \| Protoceratops, Bagaceratops \| \| \| \| \| \| Zuniceratops, Centrosaurus, Triceratops \| \| \| \| |
|  | |
|  | Leptoceratopsidae                                                                                       |
|  | |
|  | Protoceratops, Bagaceratops                                                                             |
|  | |
|  | Zuniceratops, Centrosaurus, Triceratops                                                                 |
|  | |

|  | Protoceratops, Bagaceratops             |
|  |                                         |
|  | Zuniceratops, Centrosaurus, Triceratops |
|  |                                         |

|  | Asiaceratops                                                                                            |
|  | |
|  | Graciliceratops                                                                                         |
|  | |
|  | \| \| Protoceratops, Bagaceratops \| \| \| \| \| \| Zuniceratops, Centrosaurus, Triceratops \| \| \| \| |
|  | |
|  | Leptoceratopsidae                                                                                       |
|  | |
|  | Protoceratops, Bagaceratops                                                                             |
|  | |
|  | Zuniceratops, Centrosaurus, Triceratops                                                                 |
|  | |

|  | Protoceratops, Bagaceratops             |
|  |                                         |
|  | Zuniceratops, Centrosaurus, Triceratops |
|  |                                         |

|  | Asiaceratops                                                                                            |
|  | |
|  | Graciliceratops                                                                                         |
|  | |
|  | \| \| Protoceratops, Bagaceratops \| \| \| \| \| \| Zuniceratops, Centrosaurus, Triceratops \| \| \| \| |
|  | |
|  | Leptoceratopsidae                                                                                       |
|  | |
|  | Protoceratops, Bagaceratops                                                                             |
|  | |
|  | Zuniceratops, Centrosaurus, Triceratops                                                                 |
|  | |

|  | Protoceratops, Bagaceratops             |
|  |                                         |
|  | Zuniceratops, Centrosaurus, Triceratops |
|  |                                         |

|  | Asiaceratops                                                                                            |
|  | |
|  | Graciliceratops                                                                                         |
|  | |
|  | \| \| Protoceratops, Bagaceratops \| \| \| \| \| \| Zuniceratops, Centrosaurus, Triceratops \| \| \| \| |
|  | |
|  | Leptoceratopsidae                                                                                       |
|  | |
|  | Protoceratops, Bagaceratops                                                                             |
|  | |
|  | Zuniceratops, Centrosaurus, Triceratops                                                                 |
|  | |

|  | Protoceratops, Bagaceratops             |
|  |                                         |
|  | Zuniceratops, Centrosaurus, Triceratops |
|  |                                         |

|  | Asiaceratops                                                                                            |
|  | |
|  | Graciliceratops                                                                                         |
|  | |
|  | \| \| Protoceratops, Bagaceratops \| \| \| \| \| \| Zuniceratops, Centrosaurus, Triceratops \| \| \| \| |
|  | |
|  | Leptoceratopsidae                                                                                       |
|  | |
|  | Protoceratops, Bagaceratops                                                                             |
|  | |
|  | Zuniceratops, Centrosaurus, Triceratops                                                                 |
|  | |

|  | Protoceratops, Bagaceratops             |
|  |                                         |
|  | Zuniceratops, Centrosaurus, Triceratops |
|  |                                         |

|  | Asiaceratops                                                                                            |
|  | |
|  | Graciliceratops                                                                                         |
|  | |
|  | \| \| Protoceratops, Bagaceratops \| \| \| \| \| \| Zuniceratops, Centrosaurus, Triceratops \| \| \| \| |
|  | |
|  | Leptoceratopsidae                                                                                       |
|  | |
|  | Protoceratops, Bagaceratops                                                                             |
|  | |
|  | Zuniceratops, Centrosaurus, Triceratops                                                                 |
|  | |

|  | Protoceratops, Bagaceratops             |
|  |                                         |
|  | Zuniceratops, Centrosaurus, Triceratops |
|  |                                         |

|  | Asiaceratops                                                                                            |
|  | |
|  | Graciliceratops                                                                                         |
|  | |
|  | \| \| Protoceratops, Bagaceratops \| \| \| \| \| \| Zuniceratops, Centrosaurus, Triceratops \| \| \| \| |
|  | |
|  | Leptoceratopsidae                                                                                       |
|  | |
|  | Protoceratops, Bagaceratops                                                                             |
|  | |
|  | Zuniceratops, Centrosaurus, Triceratops                                                                 |
|  | |

|  | Protoceratops, Bagaceratops             |
|  |                                         |
|  | Zuniceratops, Centrosaurus, Triceratops |
|  |                                         |

|                  | Psittacosaurus |
|                  | |
| Chaoyangsauridae | \| \| Chaoyangsaurus \| \| \| \| \| \| Hualianceratops \| \| \| \| \| \| Yinlong \| \| \| \| \| \| Xuanhuaceratops \| \| \| \| |
|                  | \| \| Chaoyangsaurus \| \| \| \| \| \| Hualianceratops \| \| \| \| \| \| Yinlong \| \| \| \| \| \| Xuanhuaceratops \| \| \| \| |
|                  | Chaoyangsaurus |
|                  | |
|                  | Hualianceratops |
|                  | |
|                  | Yinlong |
|                  | |
|                  | Xuanhuaceratops |
|                  | |

|  | Chaoyangsaurus  |
|  |                 |
|  | Hualianceratops |
|  |                 |
|  | Yinlong         |
|  |                 |
|  | Xuanhuaceratops |
|  |                 |

|  | Asiaceratops                                                                                            |
|  | |
|  | Graciliceratops                                                                                         |
|  | |
|  | \| \| Protoceratops, Bagaceratops \| \| \| \| \| \| Zuniceratops, Centrosaurus, Triceratops \| \| \| \| |
|  | |
|  | Leptoceratopsidae                                                                                       |
|  | |
|  | Protoceratops, Bagaceratops                                                                             |
|  | |
|  | Zuniceratops, Centrosaurus, Triceratops                                                                 |
|  | |

|  | Protoceratops, Bagaceratops             |
|  |                                         |
|  | Zuniceratops, Centrosaurus, Triceratops |
|  |                                         |

|  | Asiaceratops                                                                                            |
|  | |
|  | Graciliceratops                                                                                         |
|  | |
|  | \| \| Protoceratops, Bagaceratops \| \| \| \| \| \| Zuniceratops, Centrosaurus, Triceratops \| \| \| \| |
|  | |
|  | Leptoceratopsidae                                                                                       |
|  | |
|  | Protoceratops, Bagaceratops                                                                             |
|  | |
|  | Zuniceratops, Centrosaurus, Triceratops                                                                 |
|  | |

|  | Protoceratops, Bagaceratops             |
|  |                                         |
|  | Zuniceratops, Centrosaurus, Triceratops |
|  |                                         |

|  | Asiaceratops                                                                                            |
|  | |
|  | Graciliceratops                                                                                         |
|  | |
|  | \| \| Protoceratops, Bagaceratops \| \| \| \| \| \| Zuniceratops, Centrosaurus, Triceratops \| \| \| \| |
|  | |
|  | Leptoceratopsidae                                                                                       |
|  | |
|  | Protoceratops, Bagaceratops                                                                             |
|  | |
|  | Zuniceratops, Centrosaurus, Triceratops                                                                 |
|  | |

|  | Protoceratops, Bagaceratops             |
|  |                                         |
|  | Zuniceratops, Centrosaurus, Triceratops |
|  |                                         |

|  | Asiaceratops                                                                                            |
|  | |
|  | Graciliceratops                                                                                         |
|  | |
|  | \| \| Protoceratops, Bagaceratops \| \| \| \| \| \| Zuniceratops, Centrosaurus, Triceratops \| \| \| \| |
|  | |
|  | Leptoceratopsidae                                                                                       |
|  | |
|  | Protoceratops, Bagaceratops                                                                             |
|  | |
|  | Zuniceratops, Centrosaurus, Triceratops                                                                 |
|  | |

|  | Protoceratops, Bagaceratops             |
|  |                                         |
|  | Zuniceratops, Centrosaurus, Triceratops |
|  |                                         |

|  | Asiaceratops                                                                                            |
|  | |
|  | Graciliceratops                                                                                         |
|  | |
|  | \| \| Protoceratops, Bagaceratops \| \| \| \| \| \| Zuniceratops, Centrosaurus, Triceratops \| \| \| \| |
|  | |
|  | Leptoceratopsidae                                                                                       |
|  | |
|  | Protoceratops, Bagaceratops                                                                             |
|  | |
|  | Zuniceratops, Centrosaurus, Triceratops                                                                 |
|  | |

|  | Protoceratops, Bagaceratops             |
|  |                                         |
|  | Zuniceratops, Centrosaurus, Triceratops |
|  |                                         |

|  | Asiaceratops                                                                                            |
|  | |
|  | Graciliceratops                                                                                         |
|  | |
|  | \| \| Protoceratops, Bagaceratops \| \| \| \| \| \| Zuniceratops, Centrosaurus, Triceratops \| \| \| \| |
|  | |
|  | Leptoceratopsidae                                                                                       |
|  | |
|  | Protoceratops, Bagaceratops                                                                             |
|  | |
|  | Zuniceratops, Centrosaurus, Triceratops                                                                 |
|  | |

|  | Protoceratops, Bagaceratops             |
|  |                                         |
|  | Zuniceratops, Centrosaurus, Triceratops |
|  |                                         |

|  | Asiaceratops                                                                                            |
|  | |
|  | Graciliceratops                                                                                         |
|  | |
|  | \| \| Protoceratops, Bagaceratops \| \| \| \| \| \| Zuniceratops, Centrosaurus, Triceratops \| \| \| \| |
|  | |
|  | Leptoceratopsidae                                                                                       |
|  | |
|  | Protoceratops, Bagaceratops                                                                             |
|  | |
|  | Zuniceratops, Centrosaurus, Triceratops                                                                 |
|  | |

|  | Protoceratops, Bagaceratops             |
|  |                                         |
|  | Zuniceratops, Centrosaurus, Triceratops |
|  |                                         |

|  | Asiaceratops                                                                                            |
|  | |
|  | Graciliceratops                                                                                         |
|  | |
|  | \| \| Protoceratops, Bagaceratops \| \| \| \| \| \| Zuniceratops, Centrosaurus, Triceratops \| \| \| \| |
|  | |
|  | Leptoceratopsidae                                                                                       |
|  | |
|  | Protoceratops, Bagaceratops                                                                             |
|  | |
|  | Zuniceratops, Centrosaurus, Triceratops                                                                 |
|  | |

|  | Protoceratops, Bagaceratops             |
|  |                                         |
|  | Zuniceratops, Centrosaurus, Triceratops |
|  |                                         |

## Paleogeografía
Los restos de Auroraceratops fueron descubiertos en sedimentos del Cretácico Inferior del grupo Xinminpu de la Cuenca Gongpoquan en Mazong Shan dentro de la provincia de Gansu, en el noreste de China. En el Cretácico temprano la zona tenía un clima subtropical bastante seco. En algunos sitios de Ximingu, donde encontraron los restos de Auroraceratops, fueron dominados por solo el pequeño neoceratopsiano. En Mazongshan se encontraron restos de dinosaurios de diferentes grupos, incluyendo ceratopsianos como Archaeoceratops oshimai y A. yujingziensis, ornitópodos como Equijubus normani, anquilosáuridos, saurópodos como Gobititan shenzhouensis y terópodos tales como Beishanlong grandis un ornitomimosauriano, Suzhousaurus megatherioides un tericinosáurido y Xiongguanlong baimoensis un tiranosauroideo Por otra parte, los autores describen a Qiaowanlong de Xinminpu.